# Ambientalismo

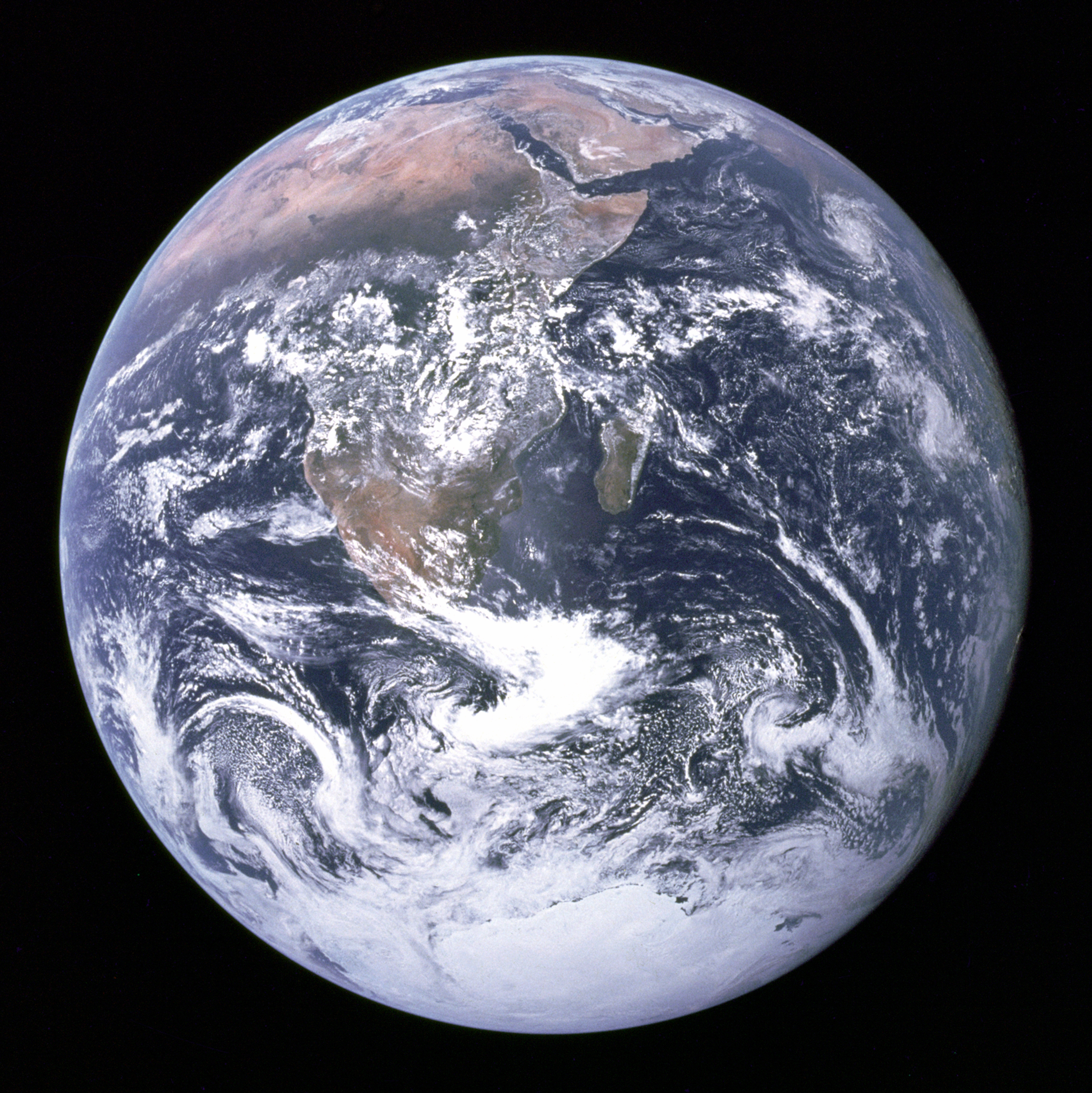
Fotografia nota come La biglia blu (The Blue Marble), una storica immagine scattata dall'Apollo 17 che ha contribuito a costruire una coscienza ambientalista ed ecologista globale

Con il termine ambientalismo (o ecologismo) si intende un insieme variegato di idee e correnti intellettuali che studiano la relazione tra umanità e ambiente o intendono ispirare azioni per tutelare l'ambiente. Il termine è usato anche per denotare un complesso di movimenti sociali impegnati a proteggere l'ambiente e a contrastare gli impatti negativi delle attività umane su di esso. Il movimento ambientalista racchiude un ampio ventaglio di idee e iniziative politiche e sociali che si definiscono come "ambientaliste".
L'ambientalismo ha origini sociali e filosofiche antiche. Idee ed organizzazioni ambientaliste hanno cominciato ad avere un ruolo di mobilizzazione di massa a partire dagli anni 1960, diversificandosi e assumendo talora connotazioni diverse a seconda dei contesti e periodi. Successivamente i movimenti ambientalisti si sono diffusi globalmente e col tempo hanno accresciuto la loro capacità di influenzare le scelte politiche ed economiche locali, nazionali e globali.
I movimenti ambientalisti sono rappresentati da organizzazioni formalmente costituite (partiti politici e organizzazioni della società civile) e anche da forme organizzative non altrettanto strutturate, come campagne e reti, permanenti o temporanee. I movimenti ambientalisti sono spesso coinvolti anche su altre tematiche sociali e politiche, oltre quella ambientale.
Le idee ambientaliste contemporanee riflettono due concezioni di base della relazione tra uomo e ambiente: da un lato c'è una valutazione pragmatica o utilitaristica dell'ambiente, che lo considera come sistema di sostegno alla vita e alla società umana; dall'altro c'è la visione dell'ecologia profonda, secondo la quale l'ambiente ha un valore connaturato ed indipendente dalle sue utilità all'umanità. Queste due concezioni di fondo alimentano una grande diversità di idee, valori e modi di agire che si riconoscono nell'ambientalismo.
I movimenti ambientalisti possono adottare diverse strategie per influenzare le scelte politiche di rilevanza ambientale. Il variegato universo ambientalista si è evoluto nel corso del tempo. Molte organizzazioni si sono orientate verso azioni di pressione istituzionale piuttosto che di attivismo movimentista, mano a mano che le questioni ambientali sono divenute più centrali nelle agende politiche nazionali ed internazionali. 

## Storia
A partire dalle più antiche civilizzazioni, le società umane hanno sviluppato istituzioni (cioè idee, norme, e organizzazioni) per gestire la propria relazione con l'ambiente, l'uso delle risorse e i conflitti che ne discendono. L'ambientalismo, inteso come fenomeno politico e sociale contemporaneo, è sorto quando preoccupazioni ambientali hanno cominciato a generare domande politiche. Nel mondo occidentale, questo è comunemente attribuito all'avvento dell'industrializzazione durante il XIX secolo, e alla nascita delle prime associazioni, gruppi e reti dedicate a questioni ambientali, i cui membri si identificano come "ambientalisti".
Da allora, l'ambientalismo si è sviluppato non solo per effetto dello sviluppo e della diffusione di idee ed organizzazioni ambientaliste, ma anche per gli effetti di grandi eventi globali, dello sviluppo economico e delle tecnologie, di cambiamenti di attitudini culturali e di conoscenze scientifiche, delle vicende politiche e dello stimolo alla sensibilità ambientale dato da catastrofi naturali e industriali. La storia dell'ambientalismo si è intrecciata con la nascita e la vita di specifiche associazioni e con l'evoluzione di norme e istituzioni locali, nazionali e internazionali.
Non esiste una periodizzazione in fasi storiche dell'ambientalismo che sia universalmente accettata. L'insieme di idee, movimenti ed azioni comunemente chiamati "ambientalismo" si è enormemente diversificato e sviluppato in direzioni e velocità diverse da paese a paese.Alcuni studiosi ritengono che in realtà i movimenti contemporanei abbiano radici in processi sociali molti antichi. È comunque generalmente accettato che idee ed organizzazioni ambientaliste della società civile abbiano cominciato ad avere un ruolo di mobilizzazione di massa a partire dagli anni 1960, e che negli anni 1970 ci sia stata una crescita esponenziale di idee, valori e progetti legati all'ambiente. L'ambientalismo è poi cresciuto diversificandosi in moltissime varietà, si è diffuso anche nei paesi in via di sviluppo e ha acquisito crescente capacità di influenzare le scelte politiche ed economiche. A partire dagli anni 1970-1980, in molti paesi, gli ambientalisti si sono impegnati direttamente in politica, tramite nuove formazioni o partiti preesistenti. Assieme alla crescente consapevolezza dei problemi ambientali, si sono moltiplicate e rafforzate le istituzioni nazionali e internazionali per la gestione dell'ambiente: le politiche ambientali sono diventate gradualmente più diffuse e centrali all'operato dello stato. Dagli anni 1990 sono emersi movimenti ambientalisti transnazionali.

### Anni 1800-1940: origini

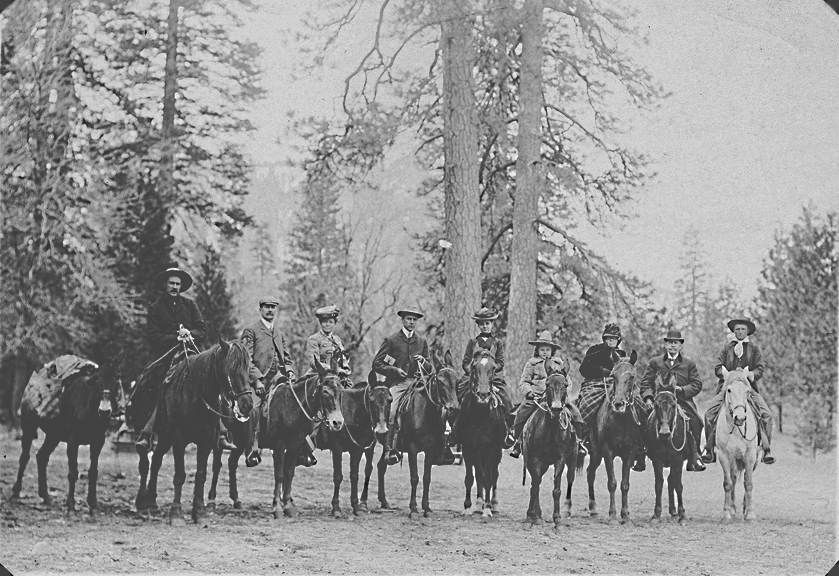
Turisti a cavallo nel parco nazionale di Yosemite, 1902: è il secondo parco nazionale costituito negli Stati Uniti. Fu fondato nel 1890 per proteggere le bellezze naturali della Yosemite valley.

Nel mondo occidentale, la sensibilità ambientale moderna nacque nel corso del XIX secolo, facendosi strada gradualmente in una cultura fortemente orientata alla crescita del benessere materiale, sebbene già nel XVIII secolo si trovano le prime radici, ad esempio in alcuni scritti di Jean-Jacques Rousseau (1712-1778). La rapida industrializzazione provocò i primi effetti vistosi dell'inquinamento. Alla fine del XVIII secolo, il lavoro di Thomas Malthus aveva introdotto la percezione della scarsità delle risorse come limite allo sviluppo economico.
Si fecero anche strada profondi cambiamenti nella cultura e nella conoscenza scientifica. Nella cultura moderna occidentale erano fino ad allora prevalse idee che mettevano l'uomo al centro della natura: si voleva studiare la natura usando leggi meccanicistiche e la si considerava asservita ai bisogni dell'uomo, da essa separato. Nel corso del XIX secolo ci fu una grande espansione delle conoscenze scientifiche: tra di esse, il lavoro di Charles Darwin; la nascita dell'ecologia; e le prime teorie sul legame tra lo sviluppo umano e l'energia, con i lavori di Wilhelm Ostwald e Frederick Soddy. Le nuove idee riconfigurarono radicalmente la concezione di umanità e natura: si poteva ora capire più profondamente come l'umanità fosse parte della natura, attraverso la propria storia e le relazioni che legavano società e ambiente. Questa fu anche una fase storica in cui si innovarono profondamente le idee sulla società, e si avviarono in molti paesi importanti riforme sociali e politiche, volte ad allargare la partecipazione sociale nella vita pubblica e alla costituzione delle prime forme di protezione sociale.
A cavallo tra il XIX e XX secolo, negli Stati Uniti il tumultuoso sviluppo economico e delle infrastrutture cominciò ad erodere i grandi spazi naturali a cui era culturalmente attaccata parte della popolazione. Una ricca produzione letteraria tra il 1850 e 1880 esaltò i valori spirituali ed etici della natura selvaggia: tra gli autori più influenti, sono Henry David Thoreau, Ralph Waldo Emerson, George Perkins Marsh, e John Muir. Dietro questa spinta culturale, sorsero i primi interventi statali per proteggere aree designate: nacque il modello di conservazione basato su parchi nazionali, che da lì si diffuse in tutto il pianeta. Vennero fondate alcune organizzazioni ambientaliste destinate ad una influenza globale: Sierra Club (1892) e Wildlife Conservation Society (1897).

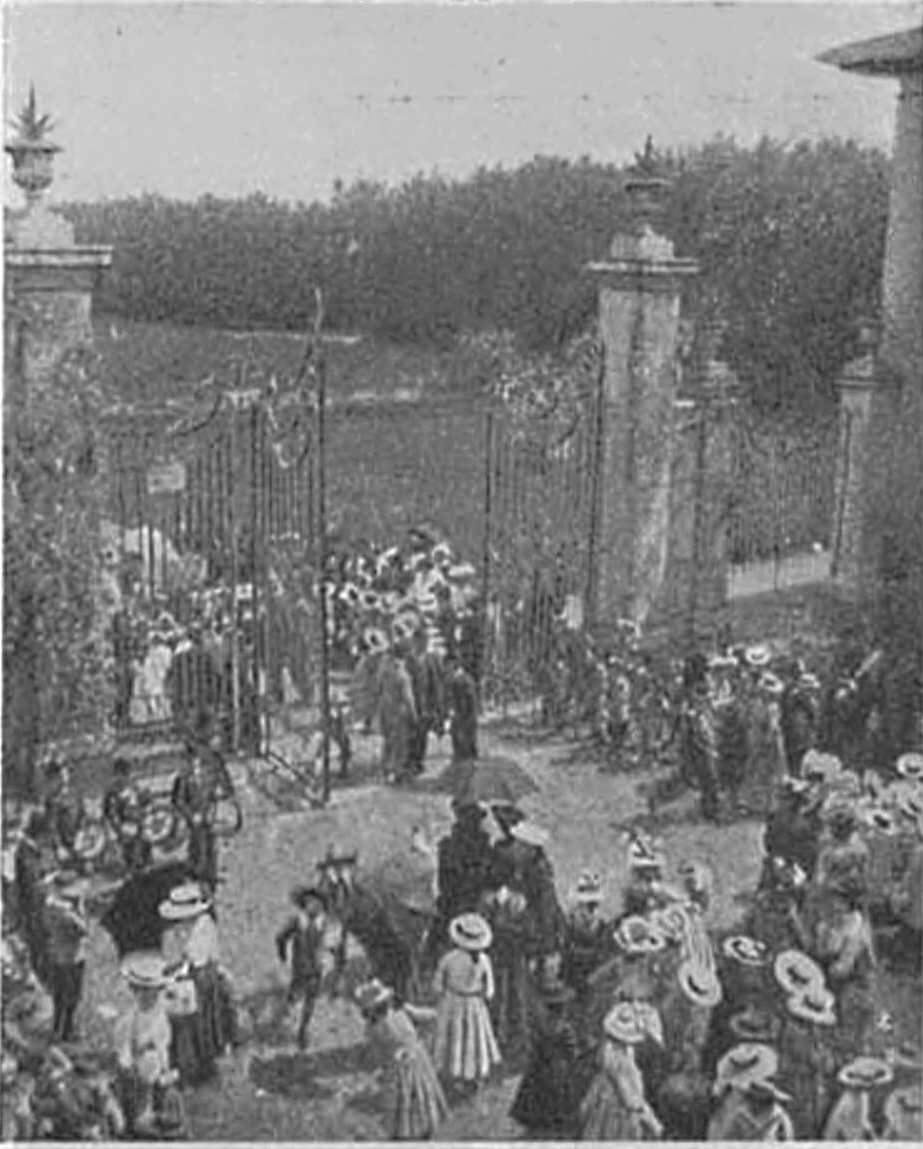
Passeggiata scolastica a Milano nel 1903, una pratica considerata fortemente innovativa a quel tempo.

Dalla metà del 1800, anche in Europa nacquero le prime associazioni ambientaliste, spesso limitate alle élite economiche e culturali; dai primi del 1900, alcune di esse cominciarono ad acquisire dimensioni di massa. I valori che le ispiravano erano diversi dall'amore per la natura selvaggia tipico del nord-America: il paesaggio di molti paesi europei è stato modificato dall'uomo per millenni. La conservazione era spinta piuttosto dal desiderio di proteggere beni naturali a cui si associava al senso di identità nazionale, alimentato dalla cultura letteraria ed estetica dell'epoca. Il romanticismo che soggiaceva a parte della cultura dell'epoca, si contrapponeva al positivismo e allo scientismo nati dall'illuminismo: promuoveva piuttosto un ritorno alla natura, di cui si idealizzavano le condizioni passate, per superare la separazione tra essa e l'uomo che era stata introdotta dalle correnti razionaliste e dalla rivoluzione industriale. Tra i sostenitori della conservazione, c'era anche chi voleva promuovere l'inizio del turismo, sulla spinta della motorizzazione, dello sviluppo delle infrastrutture e di un primo allargamento del benessere oltre le élite.
Tra le organizzazioni ambientaliste europee che raggiunsero presto dimensioni di massa, furono fondate in Gran Bretagna la Commons Preservation Society (1865), la Reale società per la protezione degli uccelli (1889), il National Trust (1895); in Germania fu fondata la Naturschutzbund Deutschland (1899). Erano associazioni culturali, non politiche, anche se spesso operavano per influenzare decisioni politiche, come gruppi di interesse. Agli inizi del XX secolo, vennero costituiti i primi parchi nazionali europei: in Svezia (1909), Russia (1912), Svizzera (1914), Spagna (1918), Germania (1921), Italia (1923). Nei paesi dove le idee ed iniziative di conservazione erano più diffuse, cominciarono ad emergere le prime tensioni tra chi voleva conservare e chi voleva sostenere il pubblico accesso delle attrattive ambientali per il benessere fisico e spirituale della popolazione.
Durante gli anni 1920 nacque l'ecologia sociale urbana, ad opera della cosiddetta scuola di Chicago: la ricerca ecologica e quella sociologica confluirono nell'analizzare l'interazione tra mondo naturale e società umane. Da lì si irradiò il vasto campo di indagine e di pensiero dell'ecologia umana.

### Anni 1950-1960: nascita dell'ambientalismo di massa
Nel secondo dopoguerra si instaurò un nuovo ordine mondiale. Nel fiorire della cooperazione internazionale, a partire dalle Nazioni Unite, cominciò a farsi strada gradualmente anche la questione ambientale. Nel 1945 l'UNESCO promosse la costituzione dell'Unione internazionale per la protezione della natura. L'ecologia si affermò nell'insegnamento accademico e nella ricerca, e aprì prospettive nuove alla comprensione del rapporto tra uomo e natura. Dalle radici del protezionismo, fiorì una sensibilità più ampia per le complesse interazioni tra società e ambiente. Nel 1968 un'importante conferenza dell'UNESCO sulla biosfera lanciò l'idea della prima conferenza generale dell'ONU sull'ambiente e il programma Man and the Biosphere, che diffuse modelli di conservazione della natura che accettano maggiormente le attività umane, rispetto ai modelli precedenti delle aree protette.

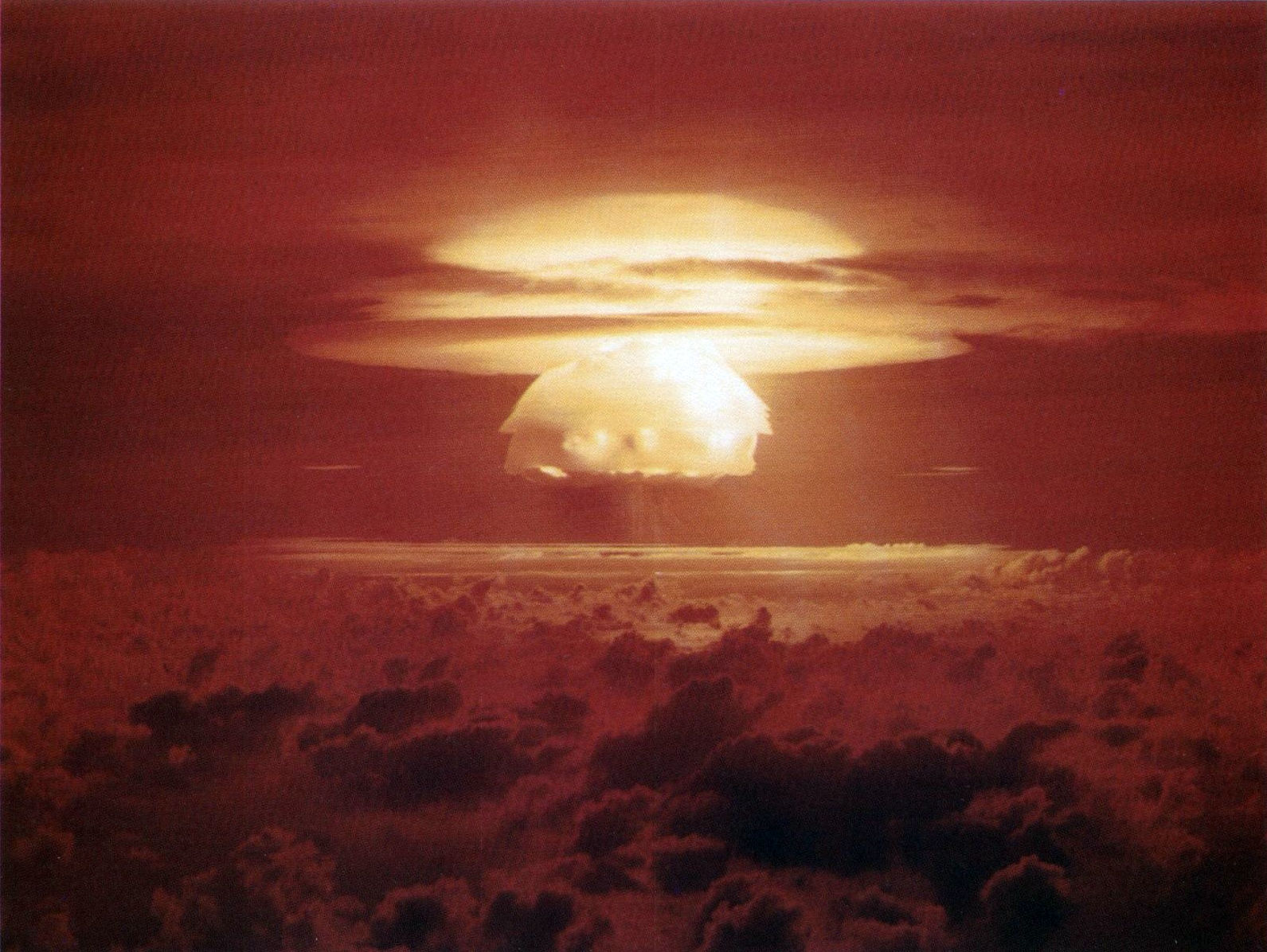
Il test nucleare di Castel Bravo effettuato dagli Stati Uniti d'America il 1º marzo 1954 nell'atollo di Bikini.

Si avviarono radicali trasformazioni economiche che ebbero profondi impatti ambientali: l'intensificazione della produzione agricola, sostenuta da un ruolo crescente dell'industria chimica; lo sviluppo di grandi aree urbane coi loro problemi di smog; l'introduzione di nuovi materiali sintetici nelle produzioni industriali di massa; lo sviluppo dell'energia atomica a scopi civili, assieme alle tensioni della guerra fredda, agli esperimenti nucleari militari in atmosfera e i primi incidenti in impianti nucleari e alle loro ricadute di radiazioni; l'esplorazione spaziale, che stimolò anche una nuova sensibilità sul pianeta osservato dallo spazio.
La crescita della cultura di massa alimentò nuove opportunità di consapevolezza e partecipazione, specie per le classi medie nei paesi occidentali, dove letteratura, musica e arte misero sempre più in discussione lo status-quo. Negli Stati Uniti fiorirono le battaglie per i diritti civili e contro la guerra del Vietnam, la cultura pacifista e il movimento hippy. La controcultura degli anni 1960, che si diffuse anche in Europa, piantò i semi di nuove sensibilità, spesso anti-materialistiche, anti-industriali e contrarie al sistema economico prevalente.
Alcune opere pubblicate in questo periodo contribuirono a creare la sensibilità ambientale moderna: tra di essi, i libri di Rachel Carson sui rischi associati all'industria chimica (il libro, che criticava l'uso indiscriminato che si faceva allora dei pesticidi destò notevoli polemiche e interesse fra la gente comune, e stimolò lo sviluppo della legislazione ambientale); il libro di Paul Ehrlich sull'esplosione demografica; e il manuale di ecologia dei fratelli Odum, che contribuì a consolidarne l'insegnamento.
Dagli anni 1960, con la crescita della conoscenza ecologica e l'osservazione dei cambiamenti ambientali, cominciò a farsi strada una sempre maggiore consapevolezza della scala globale e dell'interdipendenza delle questioni ambientali. Le organizzazioni ambientaliste nei vari paesi cominciarono ad organizzarsi come gruppi di pressione. I temi fondamentali erano la conservazione della natura e del paesaggio, la lotta contro l'inquinamento e contro lo sviluppo incontrollato delle città. Soprattutto, si diffuse il senso della fragilità dell'ambiente, le cui funzioni ed equilibri naturali erano percepiti come messi in pericolo dalle azioni umane.
Nacquero organizzazioni ambientaliste destinate ad una influenza globale, come The Nature Conservancy (1951), il WWF (1961), Friends of the Earth (1969).
Dagli anni 1960 il governo americano introdusse importanti norme ambientali che saranno prese a modello in molti altri paesi. Nel 1969 entrò in vigore il National Environmental Policy Act (NEPA): esso fornì un quadro normativo generale per la protezione dell'ambiente in maniera coordinata tra le differente branche dell'amministrazione pubblica.

### Anni 1970-1980: dai limiti allo sviluppo all'ambientalismo politico

#### Crescita della sensibilità di massa e delle idee ambientaliste

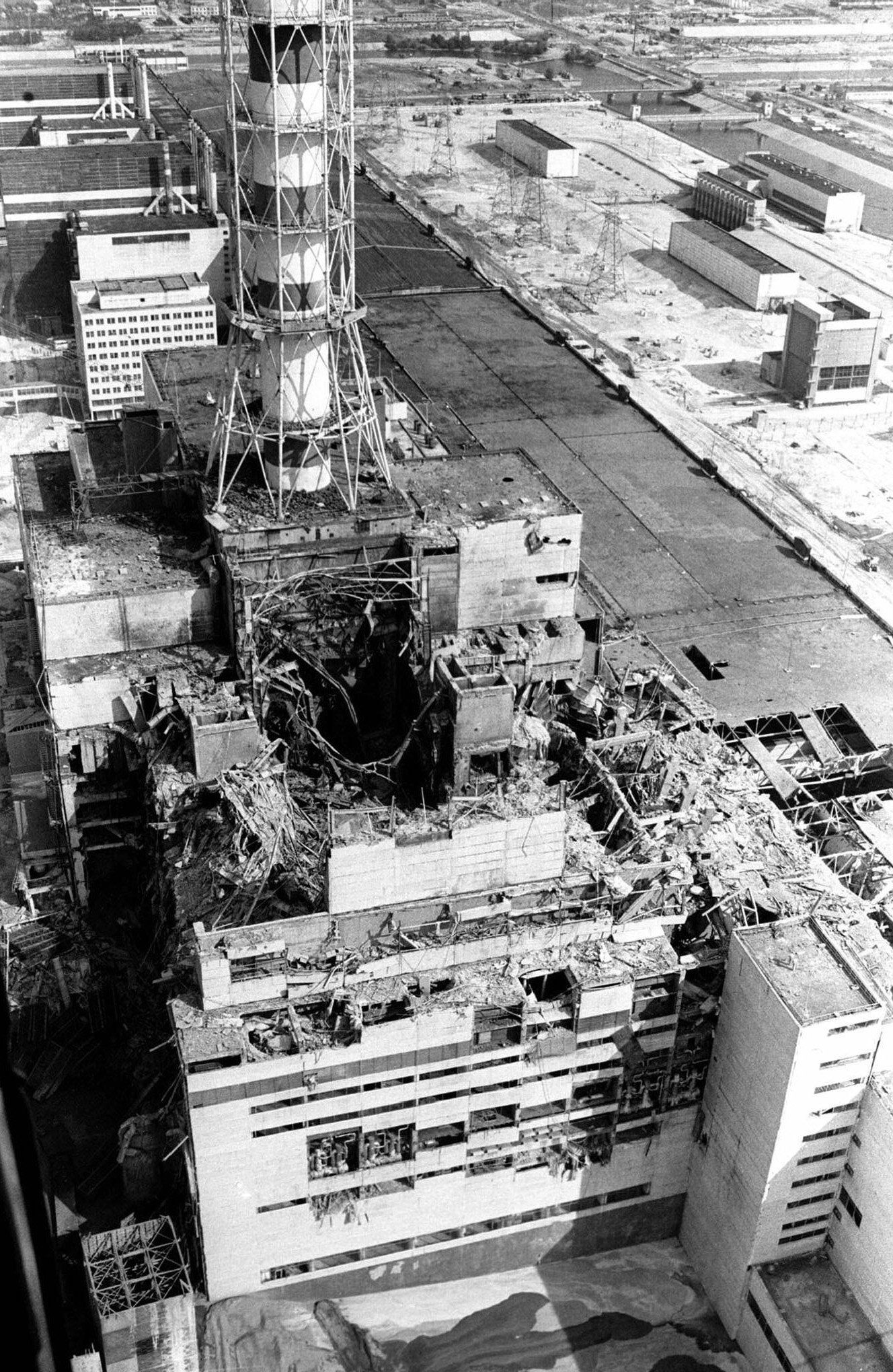
Centrale nucleare di Černobyl' dopo l'esplosione del reattore 4 nel 1986

Le questioni ambientali ricevettero una crescente attenzione dai media. Il 23 Aprile 1970 fu dichiarato il primo Giorno per la Terra e il 1970 fu dichiarato anno europeo per la conservazione della natura. Alcuni gravi disastri ambientali catalizzarono l'attenzione pubblica internazionale: l'uso dell'Agente Arancio durante la guerra del Vietnam, il primo conflitto del quale si denunciarono le conseguenze ambientali; gli inquinamenti marini causati dall'affondamento della superpetroliera Amoco Cadiz (1978), dalla piattaforma petrolifera iraniana di Nowruz (1983) danneggiata durante il conflitto Iran‐Iraq, e dalla petroliera Exxon Valdez (1988); gli incidenti alle centrali nucleari di Three Mile Island (1979) e Cernobyl (1986); l'esplosione di uno stabilimento dell'impresa chimica statunitense Unione Carbide a Bophal (1984); i primi allarmi scientifici sui danni alla fascia dell'ozono causati da inquinanti atmosferici (1976); la diffusione in Gran Bretagna dell'encefalopatia spongiforme bovina (1986-1992), il cosiddetto “morbo della mucca pazza”, che contribuì a mettere in discussione le modalità di allevamento industriale.

I disastri ambientali, la crescita delle conoscenze ecologiche e l'allargamento delle riflessioni politiche e sociali alimentarono una sempre maggiore consapevolezza dei problemi ambientali, e delle loro ramificazioni globali. La costituzione del Club di Roma nel 1968 diede impulso ad un approccio sistemico alle questioni ambientali che ebbe grande influenza internazionale. Nei discorsi ambientali, il senso del limite allo sviluppo economico divenne prevalente rispetto ai valori di conservazione di beni naturalistici e del paesaggio, che avevano ispirato l'ambientalismo delle epoche precedenti.

Ricostruzione di una proiezione del rapporto I limiti dello sviluppo del Club di Roma. I modelli al computer di questo studio (che non sono stati universalmente accettati) simularono cinque parametri fondamentali e proposero che, se le tendenze demografiche ed economiche correnti fossero continuate, il pianeta avrebbe raggiunto i limiti della crescita entro cento anni, con un probabile declino piuttosto improvviso e incontrollabile sia della popolazione che della capacità industriale. Invitò a perseguire uno stato di equilibrio globale dove i bisogni materiali di base di ogni persona siano soddisfatti e ogni persona abbia pari opportunità di realizzare il proprio potenziale umano individuale.

Durante queste due decadi, le prospettive ambientaliste si diffusero e diversificarono enormemente grazie a numerose riflessioni e studi che divennero molto influenti a livello globale, tra cui:
- la critica della società tecnologica e la ricerca di alternative sociali sostenibili di Ivan Illich;[19][20]
- il contributo di Barry Commoner alla fondazione dell'ecologia politica;[21]
- l'avvio di studi globali dell'ambiente con il rapporto globale per la prima conferenza ONU sull'ambiente,[22]lo studio del Club di Roma sui limiti della crescita,[18] e il primo rapporto sullo Stato del mondo del World Resources Institute (1984);
- i lavori di riflessione filosofica ed epistemologica di Gregory Bateson,[23] Fritjof Capra,[24]Ilya Prigogine e Isabelle Stengers,[25]Stephen Jay Gould,[26] Hans Jonas;[27]
- la fondazione dell'ecologia profonda col pensiero di Arne Naess[28] e poi di George Session e Bill Devall;[29]
- la nascita del pensiero animalista con le opere di Peter Singer[30]e poi di Tom Regan;[31]
- l'avvicinamento alle idee ecologiste di pensatori marxisti come Rudolph Bahro,[32] André Gorz;[33] e James O'Connors;[34]
- la messa in discussione dei modelli economici dominanti da parte di Ernst Friedrich Schumacher;[35]
- lo sviluppo dell'economia ambientale, col lavoro, tra gli altri, di economisti quali Arthur Cecil Pigou e Ezra Mishan;[7]
- la messa in discussione dei principi economici classici e lo sviluppo dell'economia ecologica da parte di economisti tra cui Herman H. Daly, Kenneth Boulding e Nicholas Georgescu-Roegen;[7][36]
- le proposte di cambiamento dei sistemi energetici del fisico Amory Lovins;[37]
- la critica all'energia nucleare di Robert Junk;[38]
- la nascita della storia ambientale negli Stati Uniti, con lavoro, tra gli altri, di Donald Worster[39][40]e di Alfred Crosby;[41] e in Gran Bretagna, con il lavoro tra gli altri di Thomas Keith;[42]
- la diffusione dell'ipotesi olistica sull'ecosistema globale del chimico James Lovelock;[43]
- la nascita dell'eco-femminismo con il lavoro di Caroline Merchant;[44]
- la nascita dei movimenti di giustizia ambientale con la pubblicazione di una inchiesta della Churches of Christ Commission for Racial Justice;[45]
- l'affermazione del concetto di biodiversità con il lavoro di Edward Wilson;[46]
- la critica ai modelli di sviluppo economico dell'attivista indiana Vandana Shiva.[47]

#### Sviluppo dei movimenti ambientalisti e delle istituzioni ambientali
Da questo fermento di idee e conoscenze, alimentato dall'apertura promossa dalla contro-cultura degli anni 1960, le idee, i gruppi ed iniziative ambientaliste crebbero in molteplici direzioni. La crescita della sensibilità ambientale in questo periodo è stata interpretata come un segno dell'avvento di una società post-industriale: raggiunto il benessere economico grazie alla crescita durante gli anni 1950-1960, la nuova generazione sviluppò valori meno materialistici, centrati invece sulla qualità della vita, l'uguaglianza e i diritti umani, la partecipazione politica, e dunque anche la protezione dell'ambiente. I movimenti ambientalisti si intrecciarono con i movimenti pacifisti, femministi, anti-nucleari, per i diritti civili, ed in difesa delle minoranze. Nel mondo diviso dalla guerra fredda, il pericolo di una distruzione globale prodotta da un conflitto nucleare promosse l'unificazione e l'impegno politico dei movimenti. Nel variegato insieme di movimenti, trovarono anche spazio ambientalismi proiettati alla spiritualità, e motivati da valori etici, culturali e religiosi. 

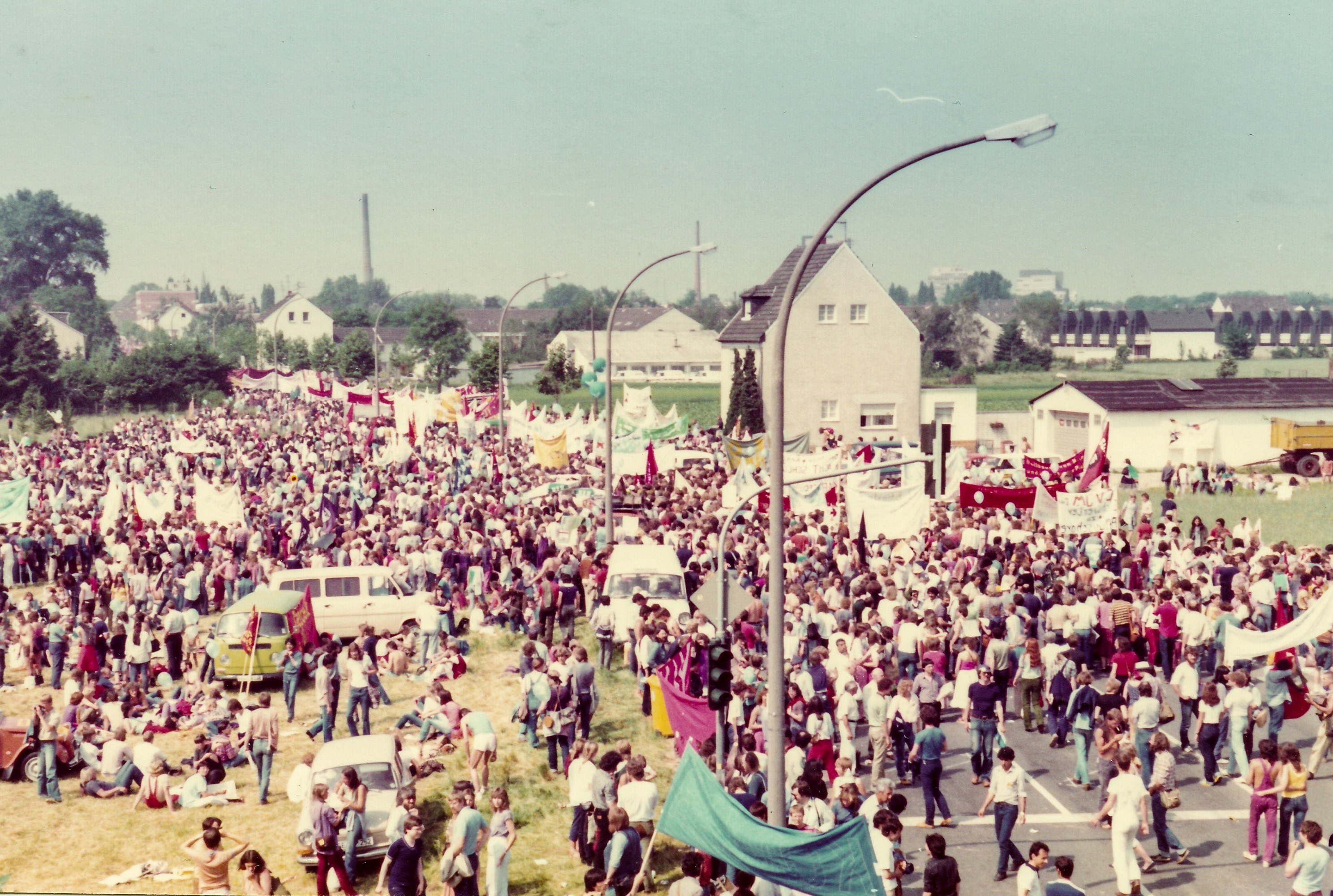
Manifestazione pacifista a Bonn, Germania, 1982.

Lo shock economico della crisi petrolifera del 1973 sottolineò la finitezza delle risorse su cui si basa il sistema produttivo internazionale. Molti paesi si volsero all'energia nucleare. Aumentarono l'intensità e la scala delle proteste ambientaliste e pacifiste, che in Europa occidentale furono anche alimentate dal dispiego di ulteriori testate nucleari americane. La lotta contro l'energia nucleare costituì un cavallo di battaglia comune tra i movimenti ambientalisti in molti paesi europei, stimolando la costituzione di federazioni nazionali e collaborazioni transnazionali.
L'insoddisfazione per le risposte politiche alle domande ambientaliste e le aspirazioni di cambiamento radicale dei sistemi economici spinsero in molti paesi i movimenti ambientalisti verso un impegno politico diretto. Nel 1972 nacquero i primi partiti ambientalisti in Nuova Zelanda (Values Party), Australia (United Tasmania Group) e Gran Bretagna (il partito "PEOPLE", successivamente denominato Ecology Party e Green Party). Nel 1977 liste verdi si presentarono alle lezioni in Francia. Nel 1981 i verdi fiamminghi furono il primo partito europeo ad entrare in un parlamento nazionale. Nel 1980 fu fondato il partito dei Verdi tedeschi; esso coagulò numerosi movimenti (ambientalisti. ma anche comitati locali di autogestione, movimenti di sinistra, pacifisti, e altri). Nel 1983 entrò in parlamento con 28 deputati e il 5,1% dei voti, divenendo presto punto di riferimento per l'ecologismo politico in Europa.
I partiti verdi si diffusero dunque in molti paesi europei, in una fase storica che vide il superamento delle divisioni politiche tradizionali tra destra e sinistra e l'ingresso di ideologie e domande sociali alternative ad esse. La rappresentazione politica ambientalista si dispiegava tra due posizioni principali. Da un lato, alcuni sposavano idee dell'ecologia profonda, spesso insieme al rifiuto della tradizionale rappresentazione politica attraverso i partiti e a favore di un'azione movimentista. Da un altro lato, altri tendevano a gravitare attorno o dentro ai partiti di sinistra, contribuendo idee e valori ecologisti alla critica del sistema capitalistico diffusa fra le forze di sinistra. Al di là del collocamento ideologico, tutto il movimento ambientalista doveva affrontare una scelta di fondo: la salvaguardia delle proprie caratteristiche movimentistiche e di contrapposizione radicale al sistema; oppure l'integrazione nel sistema parlamentare e nella logica di negoziazione di riforme.
Furono fondate nuove organizzazioni ambientaliste, tra cui Greenpeace Foundation (Canada, 1970). Fece scalpore l'attentato alla sua nave Rainbow Warrior nel 1985 in Nuova Zelanda, mentre monitorava esperimenti nucleari francesi nel Pacifico.

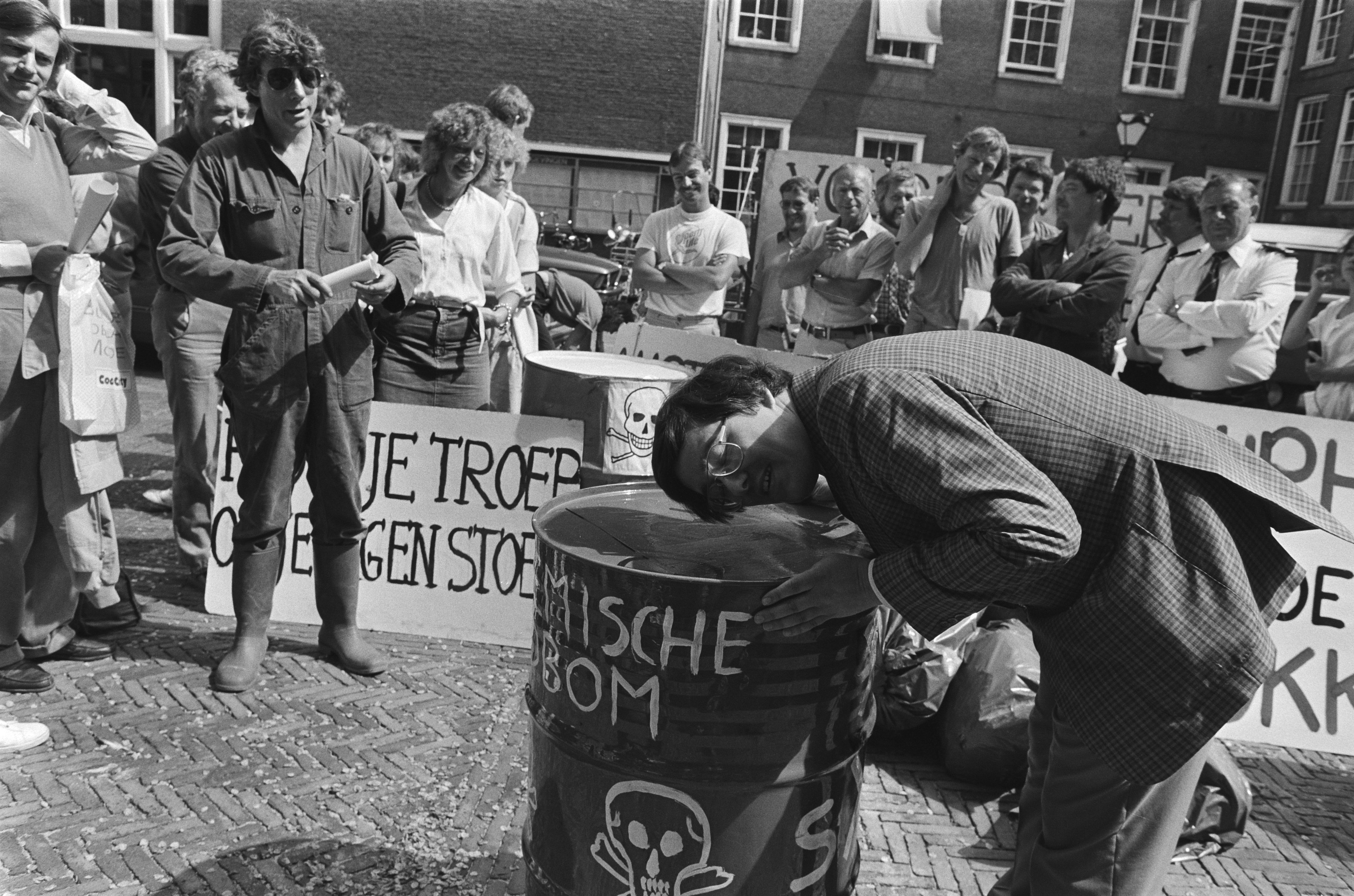
Manifestazione ambientalista contro la discarica di rifiuti tossici a Volgermeerpolder, Paesi Bassi, 1985.

Si moltiplicarono le iniziative internazionali e gli strumenti ambientali multilaterali. Il catalizzatore di questa crescita fu la Conferenza delle Nazioni Unite "Una sola Terra" a Stoccolma nel 1972: fu il primo grande summit planetario sulla questione ambientale e richiamò un'enorme attenzione globale. Poi, fu la volta della convenzione delle Nazioni Unite per la protezione delle zone umide (Ramsar, 1971); la “Convenzione di Londra” per la prevenzione dell'inquinamento marino causato da rifiuti (1972); la prima conferenza ONU sul clima (1979); la costituzione della Commissione ONU per l'ambiente e lo sviluppo (cosiddetta Commissione Brundtland) (1984) il cui rapporto "Our common future" costituì una pietra miliare nel delineare un percorso globale di sviluppo sostenibile; il bando generalizzato alla caccia alle balene per fini commerciali (1986); il Protocollo internazionale per la difesa della fascia dell'ozono (cosiddetto Protocollo di Montréal, 1988); la costituzione della Commissione intergovernativa sul cambiamento climatico‐IPCC (1988); il Trattato di Basilea per il trasporto internazionale dei rifiuti tossici verso i paesi in via di sviluppo (1988).
Dall'inizio degli anni 1970 molti paesi consolidarono il proprio sistema di leggi e istituzioni ambientali, a cominciare dagli USA: le riforme ambientali americane furono molto influenti. Analoghe misure vennero prese da molti altri paesi, che rapidamente costituirono i rispettivi Ministeri per l'Ambiente. Dagli anni 1980 la Comunità Europea cominciò ad introdurre normative ambientali. L'Atto unico europeo, entrato in vigore nel 1987, definì i principi della politica comunitaria in materia ambientale ‐ fra cui il “chi inquina paga” e il principio di precauzione ‐ e attribuì alla Comunità poteri diretti nel campo delle politiche ambientali.
Dalla fine degli anni 1980, mentre le idee ambientaliste guadagnavano maggiore centralità nelle agende politiche nazionali ed internazionali, e mentre il successo delle campagne anti-nucleari ne diminuiva la continua urgenza, una parte dei movimenti ed organizzazioni ambientaliste si orientarono verso una professionalizzazione come organizzazioni di pressione. In questo senso tendevano a superare l'attivismo politico, e ad accrescere la propria competenza tecnica e l'uso di strumenti di pressione (come campagne, azioni di sensibilizzazione pubblica studi, inchieste, ecc.), piuttosto che di scontro. Negli ordinamenti ambientali di molti paesi, le maggiori organizzazioni ambientaliste acquisirono un formale ruolo consultivo verso le autorità statali.

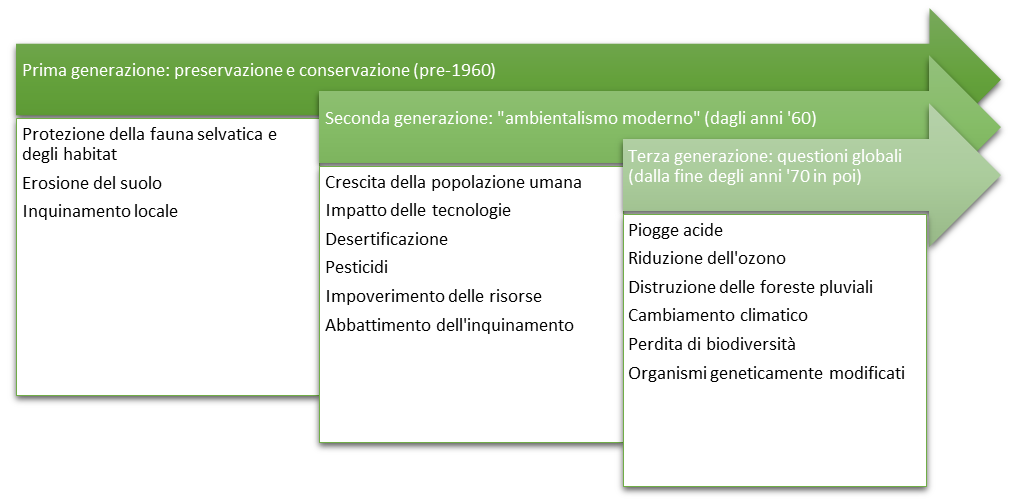
Evoluzione delle questioni ambientali al centro dell'attenzione globale (basato su Carter, 2018).

### Anni 1990: globalizzazione di istituzioni e movimenti

#### Riforme ed istituzioni internazionali
Durante gli anni 1990 si svilupparono ulteriormente le politiche ed istituzioni ambientali, nazionali ed internazionali. L'International Panel on Climate Change (IPCC) pubblicò il suo primo rapporto sui cambiamenti climatici nel 1990. Le politiche ambientali diventarono più complesse. L'ideologia neoliberista prevaleva nel mondo occidentale, ispirando riforme delle politiche ambientali basate su strumenti di mercato. Nei primi anni 1990 gli USA introdussero il commercio dei diritti di emissioni inquinanti, da lì diffuso nel mondo. La Svezia introdusse la prima carbon tax nel 1991. Nel 1992 gli USA introdussero la legge per la giustizia ambientale.
La diffusione della sensibilità ambientalista, il suo impatto sulle preferenze dei consumatori, le leggi ambientali, vantaggi economici offerti da innovazioni tecnologiche a minor impatto ambientale e i rischi associati ai disastri ambientali e all'impatto del cambiamento climatico hanno anche condizionato le imprese private: tra di esse si sono diffuse pratiche, strategie e prodotti più sensibili alla dimensione ambientale. Studi evidenziarono l'impatto positivo delle regolamentazioni ambientali introdotte dagli anni 1970, come nel caso dell'inquinamento atmosferico negli USA. Si fecero strada studi e proposte di conversioni complessive dell'economia in senso ambientale, non più su base ideologica ma anche tecnica ed economica: il Wuppertal Institut für Klima, Umwelt, Energie pubblicò un importante studio nel 1992 in Germania, a cui seguì uno studio analogo in Italia.
Il Summit della Terra del 1992 lanciò iniziative importanti: i primi obiettivi globali di sviluppo sostenibile; assistenza ai paesi in via di sviluppo e loro accesso a tecnologie ambientalmente sostenibili; una dichiarazione generale ‐ la Carta della terra ‐ intesa come terreno di mediazione di vari conflitti; una dichiarazione di principio sulle foreste; l'adozione di un primo accordo sul clima. Gli Stati Uniti inizialmente non firmarono i due grandi documenti approvati nell'incontro: la convenzione sulla biodiversità e quella sul clima, che porterà negli anni seguenti all'adozione del Protocollo di Kyoto. (1997). Gli accordi multilaterali si moltiplicarono: la Convenzione delle Alpi (1992); la Convenzione di Basilea sul trasporto internazionale dei rifiuti tossici (1994); il Santuario baleniero dell'Oceano meridionale (1994); la Convenzione delle Nazioni Unite contro la desertificazione (1994); la Convenzione sulla sicurezza nucleare (1994); la Convenzione di Aarhus sull'accesso all'informazione e alla giustizia e sulla partecipazione pubblica alle decisioni ambientali (1998); la Convenzione di Rotterdam sul commercio internazionale dei pesticidi e dei prodotti chimici pericolosi (1998); la Convenzione europea del paesaggio (2000). Il Trattato sulla messa al bando totale degli esperimenti nucleari (1998) non verrà applicato perché non verrà mai raggiunto il numero minimo di ratifiche richiesto. Le misure messe in atto durante gli anni 1990 in ottemperanza al Protocollo di Montréal produssero uno degli ancora rari successi degli accordi multilaterali ambientali: la concentrazione atmosferica di clorofluorocarburi, responsabili per i danni alla fascia dell'ozono, sono rapidamente diminuite.
In Europa fu fondata (1990) l'Agenzia europea dell'ambiente; si introdusse un regolamento per la promozione dell'agricoltura biologica (1992); si adottò il programma d'azione “Per uno sviluppo durevole e sostenibile" (1993) e si proibì la benzina al piombo (1998).
Gravi disastri ambientali di risonanza mondiale furono provocati dalla prima guerra del Golfo, dalla super-pertroliera Braer alle isole Shetlands (1993), dalla guerra nella ex-Jugoslavia; dalla petroliera Erika (1999).

#### Globalizzazione dei movimenti

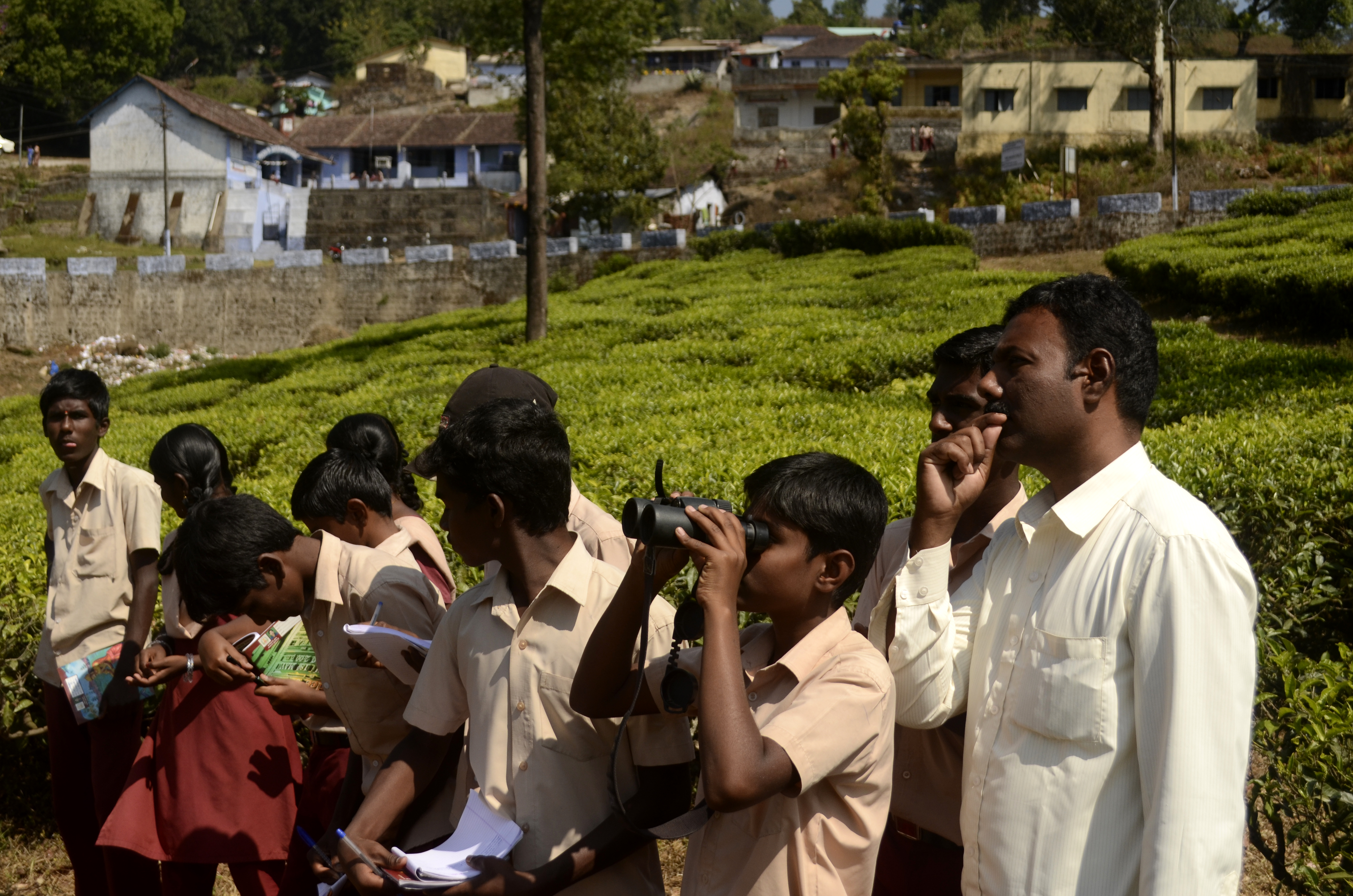
Educazione ambientale al birdwatching nella regione di Anaimalai in India.

Durante gli anni 1990, la consapevolezza della scala globale dei fenomeni ambientali era ormai consolidata. Sondaggi d'opinione pubblica durante i primi anni 1990 in paesi europei indicavano un sostegno molto diffuso alle politiche di protezione dell'ambiente, alla lotta contro l'inquinamento e alle iniziative ambientali transnazionali.
Nello stesso tempo, esisteva ormai un complesso tessuto internazionale di istituzioni ambientali globali. Ogni paese si era ormai dotato di leggi per la protezione dell'ambiente e istituzioni nazionali e locali per attuarle: esistevano modelli e priorità diversi, ma anche un crescente sistema di standard e accordi internazionali che ne promuovevano la convergenza. Il movimento ambientalista si era diversificato in numerose correnti di pensiero, modi di azione e culture organizzative, che evolvevano in molteplici direzioni.

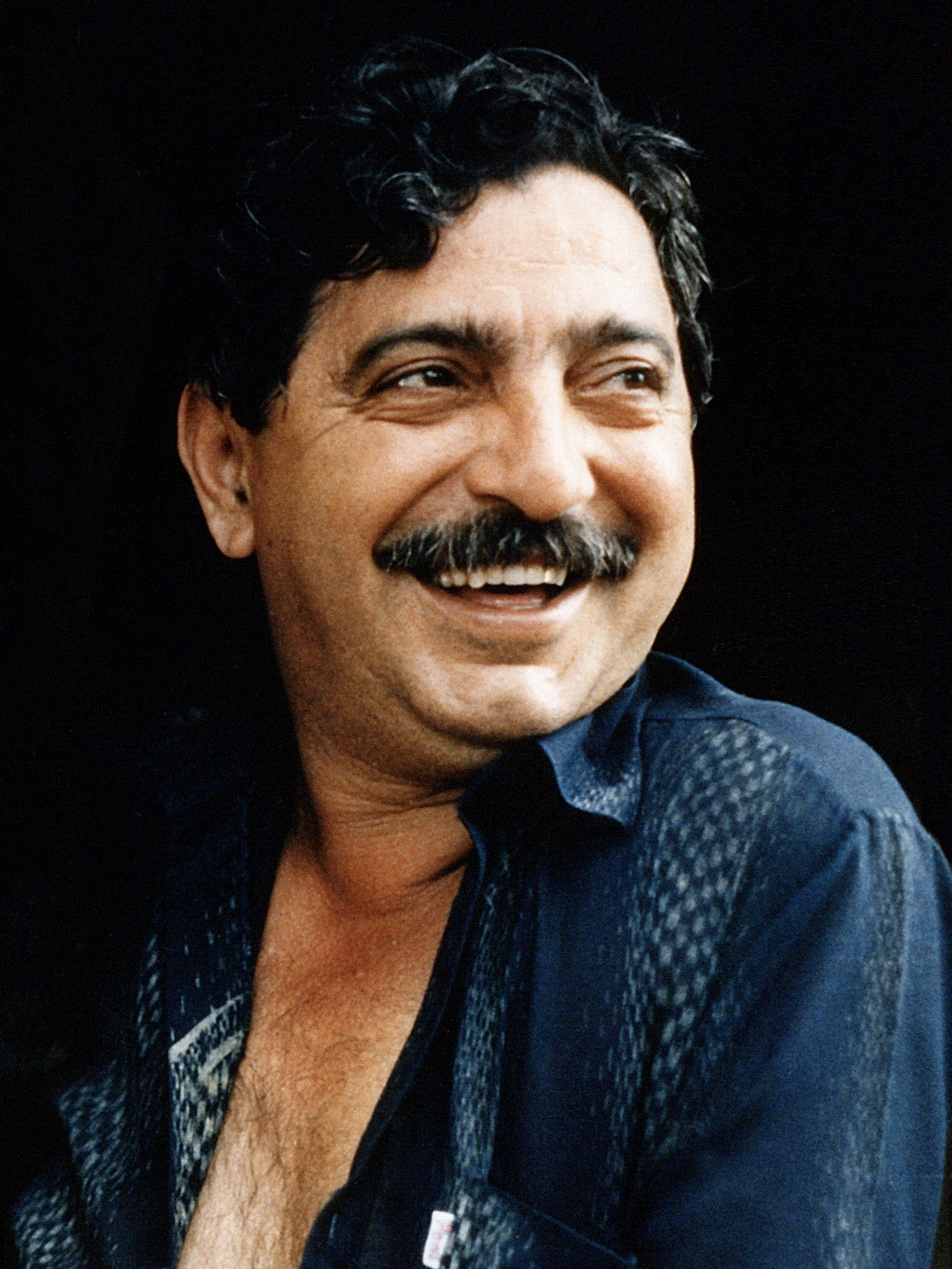
Chico Mendes è stato un sindacalista brasiliano impegnato contro il disboscamento della foresta amazzonica. Il suo omicidio nel 1988 fece scalpore. Uno dei casi più noti in una lunga lista di omicidi di attivisti ambientali.

I movimenti ambientalisti si divisero sulla valutazione del sistema economico mondiale ed in particolare dei trattati di libero scambio, come il NAFTA. Alla fine degli anni 1990 l'opposizione alle politiche neoliberiste sfociò nei movimenti no-global e nelle loro prime proteste alla conferenza dell'Organizzazione Mondiale del Commercio a Seattle nel 1999.
Alcuni movimenti ambientalisti internazionali intrapresero azioni di alto profilo mediatico, come le proteste di Greenpeace contro la piattaforma Braent Spar nel Mare del nord e il boicottaggio della Dutch-Shell.
L'ambientalismo si diffuse anche nei paesi in via di sviluppo. Casi molto noti furono le lotte del Movimento per la sopravvivenza del popolo Ogoni in Nigeria contro i pozzi petroliferi della multinazionale anglo‐olandese Shell: l'attivista e scrittore Ken Saro-Wiwa fu condannato a morte e ucciso nel 1995, suscitando grande scalpore e indignazione a livello mondiale.

#### Rappresentazione politica in Europa
Dopo i primi successi elettorali degli anni 1980, i partiti verdi mantennero una rappresentazione politica europea generalmente stabile, sebbene tra alterni risultati elettorali nei vari paesi membri. Nel 1993 fu costituita la Federazione Europea dei Partiti Verdi. Nel tempo, molti partiti verdi si avviarono verso una maggiore integrazione e de-radicalizzazione, pur tra continue forti tensioni tra il rischio di marginalizzazione politica a causa di istanze radicali, e il rischio di perdere parte del sostegno degli attivisti, a causa di scelte politiche di compromesso.
Nonostante la diffusa de-radicalizzazione, l'azione politica dei verdi rimase ambivalente rispetto all'Europa: da un lato le istituzioni europee guardavano con crescente favore alle politiche ambientali, si mostravano relativamente aperte ai nuovi partiti verdi e offrivano una piattaforma politica transnazionale necessaria per le grandi questioni ambientali. Dall'altro lato, i verdi risentivano i caratteri tecnocratici e centralizzatori delle stesse istituzioni e le politiche europee in conflitto con le idee ambientaliste. Tra queste tensioni e le numerose differenze interne, la variegata galassia di idee e attori verdi faticava a produrre una visione politica complessiva e condivisa oltre le politiche ambientali.
Pur tra queste tensioni, i partiti verdi europei accrebbero la propria influenza politica, anche grazie alle riforme che rafforzarono il ruolo del Parlamento Europeo. Nel corso degli anni 1990, l'impatto dei verdi a livello europeo è stato identificato più nel loro ruolo di critica delle politiche europee e di riferimento etico nel dibattito politico, che in un'influenza diretta nella formulazione delle politiche europee.

### Sviluppi nel XXI secolo

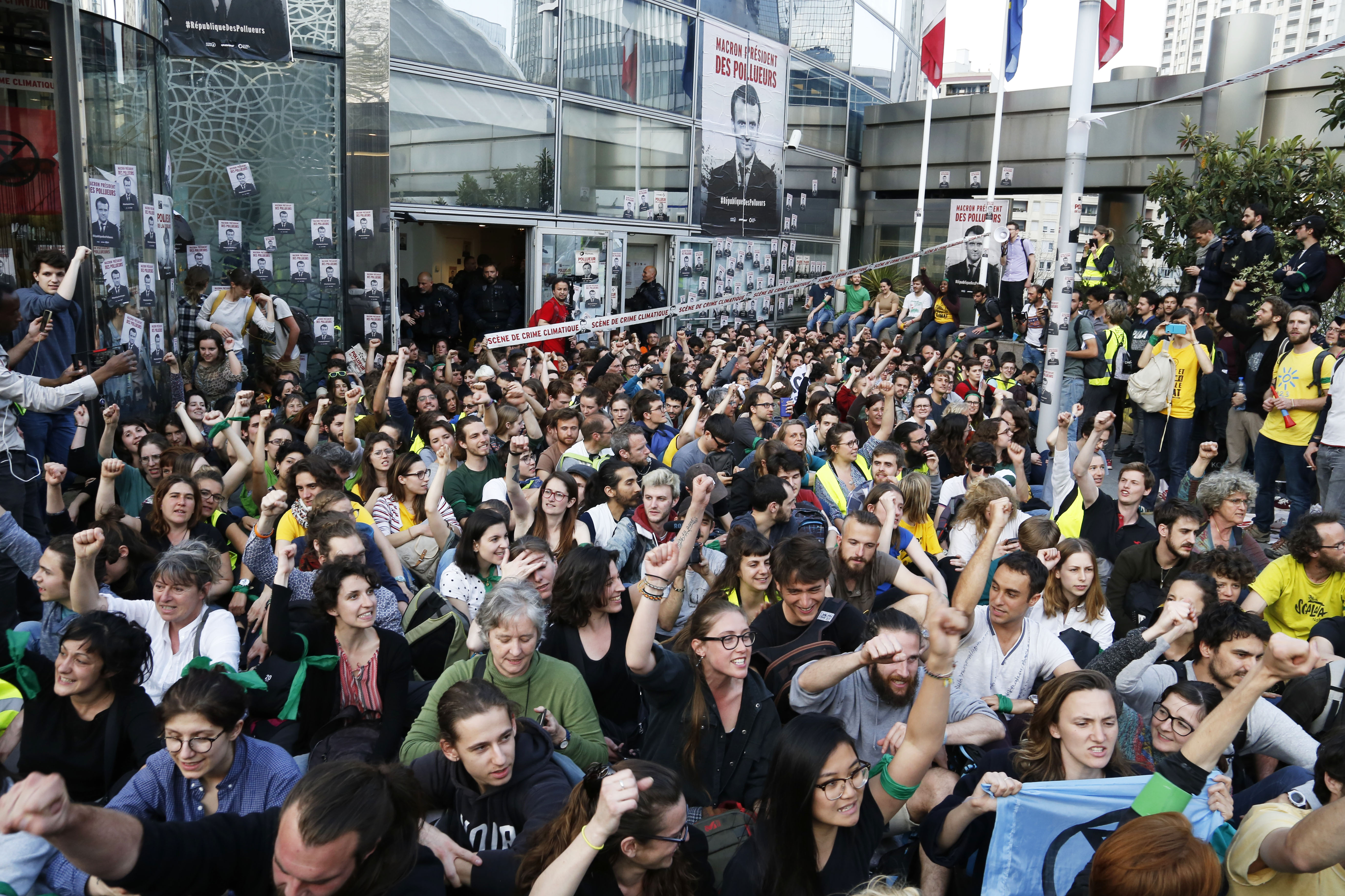
Attivisti per il clima bloccano il Ministero della transizione ecologica e solidale durante l'azione "Repubblica degli inquinatori" a La Défense, Parigi, 19 aprile 2019.

L'ambientalismo, nato nel XIX secolo dal desiderio di conservare la natura e preservarne le bellezze, poi, nel corso del XX secolo sempre più associato alla scienza, alla politica e a istanze di cambiamento sociale, non ha prodotto un modo di pensare ed agire omogenei. È piuttosto sfociato in un ricco e variegato insieme di idee, organizzazioni ed azioni, tra cui corrono legami più o meno intensi.
Durante le prime due decadi del XXI secolo, le idee ambientaliste sono ormai riflesse nelle legislazioni ed istituzioni nazionali, in numerosi accordi internazionali e in una molteplicità e grande diversità di iniziative culturali, riflessioni filosofiche, campagne pubbliche. Questo insieme di idee informa le azioni non solo di organizzazioni della società civile, ma anche di partiti politici, imprese e altri attori sociali. Tra di essi esiste un diffuso concetto generale di ambientalismo. Al di sotto di questo concetto generale, si dirama una molteplicità di significati, obiettivi e azioni attribuite all'ambientalismo, spesso in tensione tra loro. Esistono anche attori economici che si appropriano di idee e linguaggi ambientalisti per presentare prodotti, tecnologie ed imprese sotto una luce favorevole, ma non necessariamente realistica (cosiddetto greenwashing).

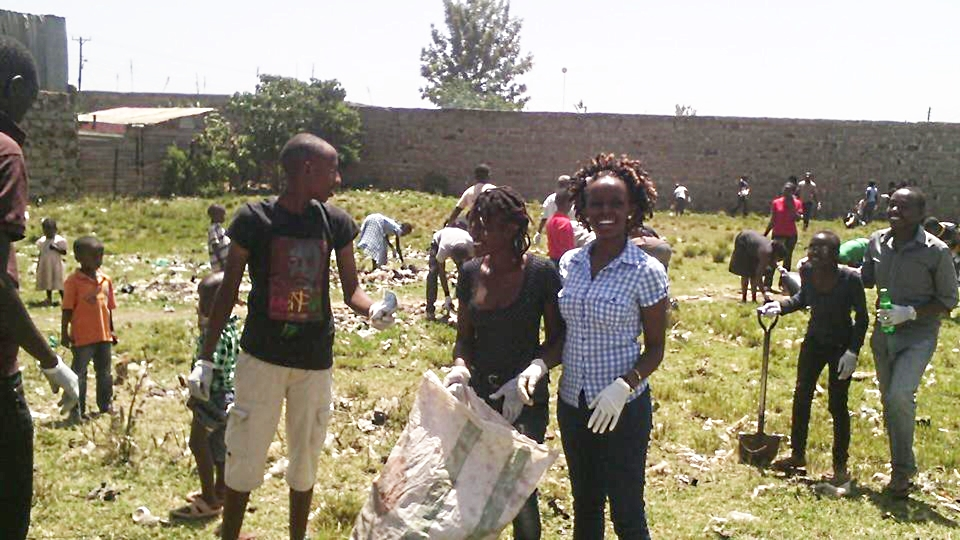
Campagna di giovani attivisti per la raccolta di rifiuti. Thika, Kenya, 2015.

Molti paesi hanno riflesso principi di protezione dell'ambiente nelle proprie leggi fondamentali.Ad esempio, la Costituzione dell'Ecuador riconosce il diritto della natura come portatrice di soggettività giuridica: “la natura ha il diritto di esistere, persistere, mantenersi, rigenerarsi attraverso i propri cicli vitali, la propria struttura, le proprie funzioni e i propri processi evolutivi”.Un altro esempio di protezione costituzionale dell'ambiente, sebbene non così radicale come l'Ecuador, è quello della Bolivia.L'Italia ha introdotto la tutela dell'ambiente in Costituzione nel 2022.

#### Sviluppi della conoscenza scientifica e delle idee ambientaliste
Le teorie e i metodi delle scienze ecologiche ed ambientali sono cresciuti e ne hanno arricchito e ampliato le basi concettuali e la capacità di analisi. Sono cresciute in particolare l'attenzione all'analisi di problemi rispetto alla descrizione dei sistemi naturali; la capacità di integrare aspetti sociali nell'analisi ambientale, così come analisi quantitativa, dati genetici, di telerilevamento e altre discipline. Tra gli sviluppi maggiori si notano:
- i concetti e modelli tradizionali di equilibrio ecologico sono stati messi in discussione sin dagli anni 1970 da Buzz Holling[67] e altri, attraverso il contributo della teoria dei sistemi; da allora, nuovi modelli di ecologia del disequilibrio considerano gli ecosistemi come instabili e soggetti a cambiamenti non lineari;[68]
- è cresciuta la capacità di analizzare in maniera integrata sistemi naturali e sistemi sociali: la teoria della resilienza ha trovato crescente impiego per spiegare gli effetti di perturbazioni dei sistemi ecologici-sociali complessi e le possibilità di gestirne gli esiti guidandone la direzione di cambiamento, piuttosto che prevenendone il cambiamento;[69]
- c'è stata una forte crescita nella capacità di studiare i sistemi globali attraverso modelli matematici, che ha alimentato una crescente quantità di studi ambientali globali, incluso sul cambiamento climatico: si dispone ormai di una serie di studi globali periodici, promossi da organizzazioni intergovernative (spesso tramite le Nazioni Unite), frequentemente collegati ad accordi multilaterali, e prodotti da organizzazioni specializzate, costituite allo scopo di eseguirli ed aggiornali.[70][71][72]

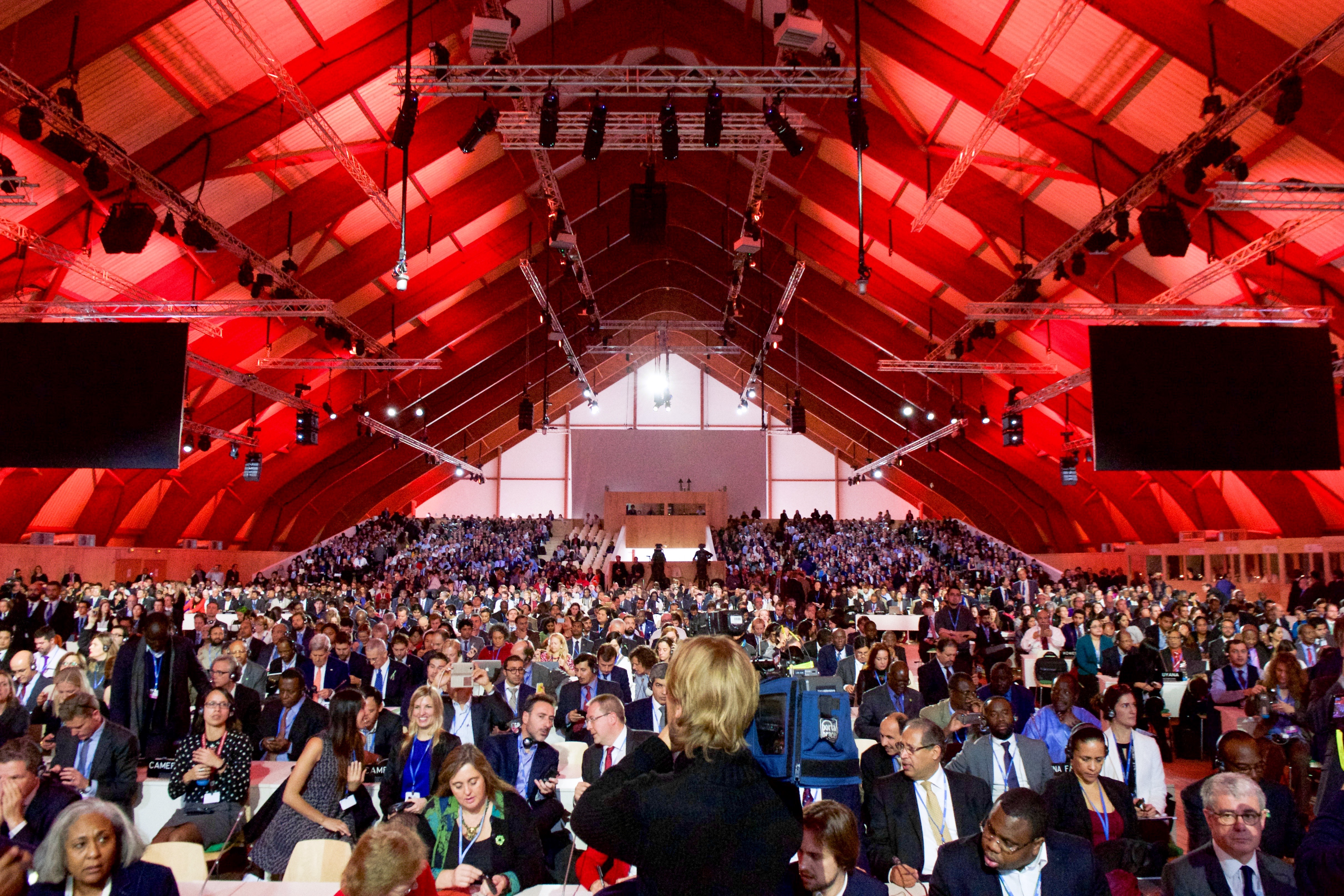
Delegati alla XXI Conferenza delle Parti sul Cambiamento Climatico, Parigi, 2015.

Da circa l'anno 2000 si è diffusa tra scienziati e storici la percezione che la storia recente abbia una profonda discontinuità con le ere precedenti. La scienza ambientale ha dimostrato che l'umanità ha acquisito un ruolo diretto nell'influenzare sistemi ambientali globali, in particolare agendo sui cicli biochimici del carbonio, azoto e zolfo. Alcuni scienziati parlano di una nuova era geologica, chiamata Antropocene. Secondo alcuni storici, a partire dalla fine della seconda guerra mondiale la storia ha vissuto una "grande accelerazione", causata dall'esplosione demografica, la crescita di emissioni di carbonio e rapidi ed estesi impatti sulla biosfera. Alcuni di questi cambiamenti stanno dando segno di un rallentamento, altri continuano. La società ha appena iniziato ad adattarsi a questa nuova realtà. Indipendentemente dalle azioni nel breve termine, l'impatto umano sui sistemi ambientali si manifesterà per decine di millenni.
Su un piano ideologico, nuovi filoni di riflessione ambientalista nel corso del XXI secolo hanno incluso:
- lo sviluppo di idee e modelli per la trasformazione dello stato in direzione verde:[75]tradizionalmente molti movimenti ambientalisti favoriscono la decentralizzazione dello stato e alcuni osteggiano l'autorità statale (i filoni eco-anarchici); lo sviluppo di modelli di stato verde intende invece favorire riforme dello stato in senso ambientalista;[50]
- le idee e il dibattito sulla giustizia climatica, cioè sui dilemmi etici sollevati dal cambiamento climatico:[76][77][78][79] queste idee hanno influenzato le negoziazioni globali sul cambiamento climatico;[50]
- le idee sulla cittadinanza verde o ecologica, cioè strategie atte a introdurre valori ambientalisti nel senso di cittadinanza e appartenenza nello stato, come base per riforme dello stato in direzione verde;[80][81][50]

#### Crescita dei movimenti transnazionali

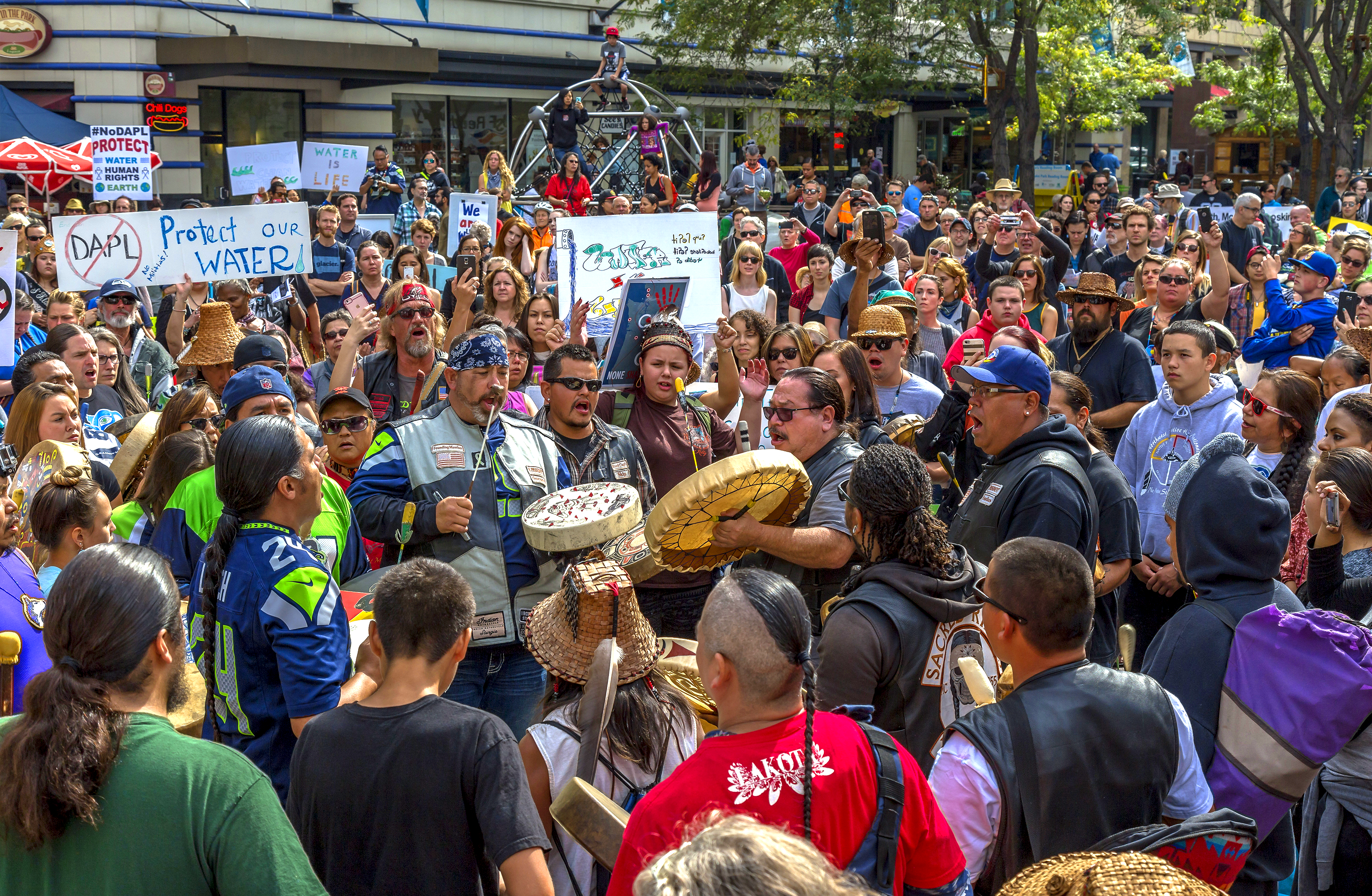
Protesta ambientalista a Seattle, 2016, in sostegno alla tribù Sioux della riserva indiana di Standing Rock contro la costruzione di un oleodotto (Dakota Access Pipeline) progettata attraverso il loro territorio.

A partire dalla fine degli anni 1990 i movimenti ambientalisti hanno acquisito un crescente carattere transnazionale. Alcune grandi organizzazioni ambientaliste hanno esteso la propria presenza globale. Si sono anche diffuse alleanze e reti globali che connettono organizzazioni grandi e piccole, locali e transnazionali, tra il nord e il sud del mondo. Questo sviluppo è stato favorito dalla moltiplicazione di istituzioni e accordi ambientali internazionali e dalla crescita dei social media; è avvenuto anche per reagire agli effetti negativi della globalizzazione, alla crescente influenza di imprese multinazionali, e per bilanciare interessi nazionali che vadano contro i processi ambientalisti globali.
I temi di azione ambientalista transnazionale spesso confluiscono verso altri temi sociali di interesse globale, tra cui si notano:
- le campagne contro il debito internazionale dei paesi in via di sviluppo (Giubileo 2000);
- i movimenti per la giustizia globale, che si occupano non solo di ambiente, ma anche di debito, commercio, povertà e sviluppo economico (tra cui il Occupy Movement, le proteste in occasione degli incontri dell'Organizzazione Mondiale de Commercio e del G8);
- i movimenti sul tema del cambiamento climatico e della giustizia climatica.[50]

#### Campagne contro il cambiamento climatico

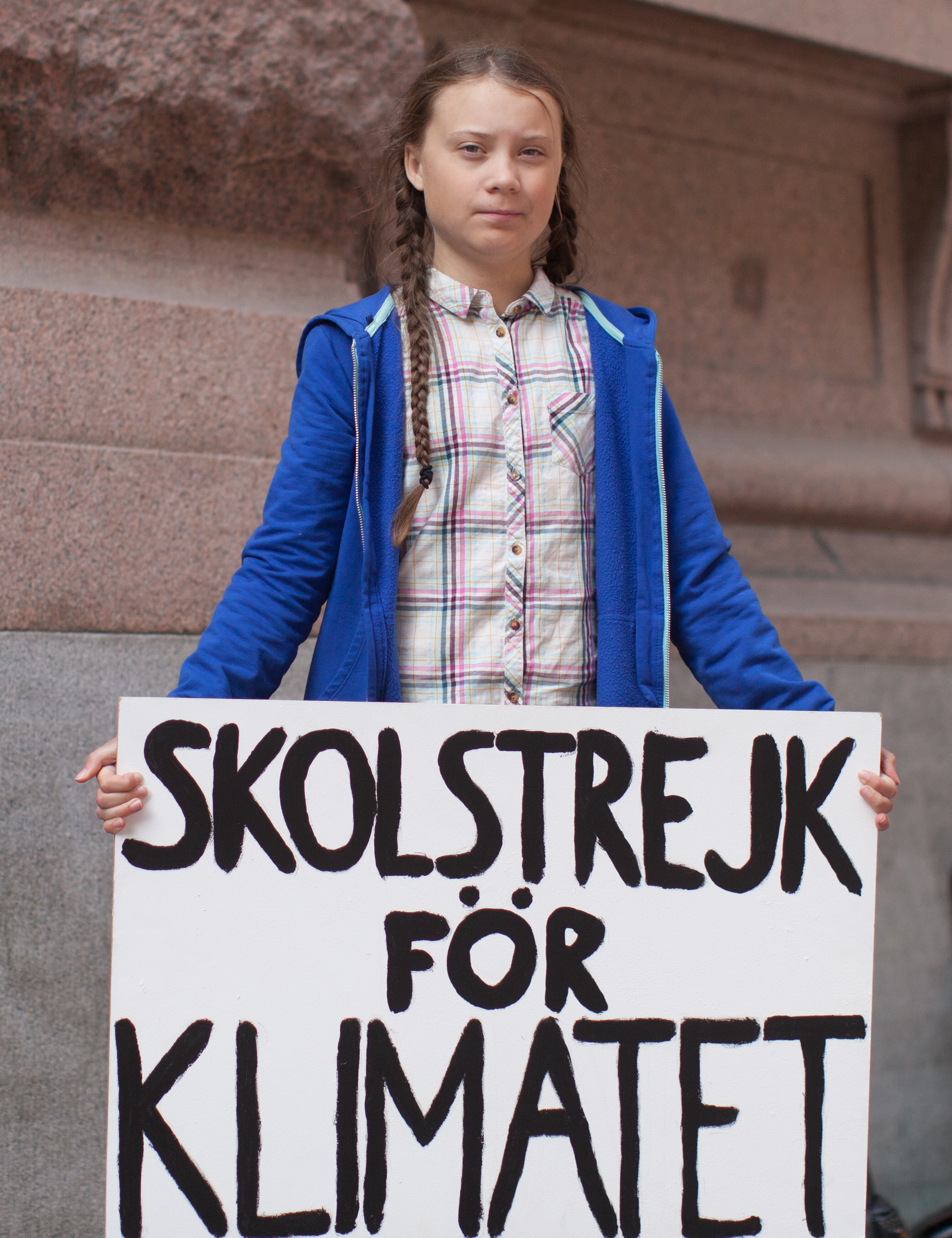
Greta Thunberg nell'agosto 2018 davanti al parlamento svedese con il cartello "Skolstrejk för klimatet"

A partire dagli anni 1990 e ancor più durante le prime decadi del XXI secolo, il cambiamento climatico è stato al centro delle azioni ambientaliste a livello globale. Le negoziazioni multilaterali hanno trovato una base scientifica largamente condivisa negli studi di valutazione della Commissione intergovernativa sul cambiamento climatico (IPCC), che nel 2021 ha avviato la preparazione del suo sesto rapporto globale. Tuttavia esse hanno avuto una grande difficoltà a produrre obiettivi efficaci e condivisi di riduzione delle emissioni di gas serra: il Protocollo di Kyoto è entrato in vigore nel 2005 ma, sebbene firmato da 192 stati, non fu ratificato da paesi anche influenti, tra cui gli Stati Uniti. Il tentativo di formare un nuovo accordo più stringente fallì alla COP-15 di Copenaghen nel 2009. Le negoziazioni verso un accordo universalmente accettato sono avanzate tramite una lunga serie di Conferenze delle Parti (COP): sono culminate nella COP-21 a Parigi nel 2015, quando venne siglato l'Accordo di Parigi e avanzate nella COP-26 a Glasgow nel 2021. Le negoziazioni multilaterali, nonostante il diffuso consenso scientifico, sono rimaste molto difficili perché ci sono disaccordi sui loro obiettivi tra i paesi in via di sviluppo e sviluppati e pure tra questi ultimi; la misurazione di emissioni resta complessa e contestata; alcuni paesi molto influenti hanno obiettato a diverse fasi delle negoziazioni; c'è una differenza di attese su chi debba sostenere i costi associati alle azioni di mitigazione e adattamento; e la sostituzione delle fonti responsabili per le emissioni rimane una questione molto complessa.

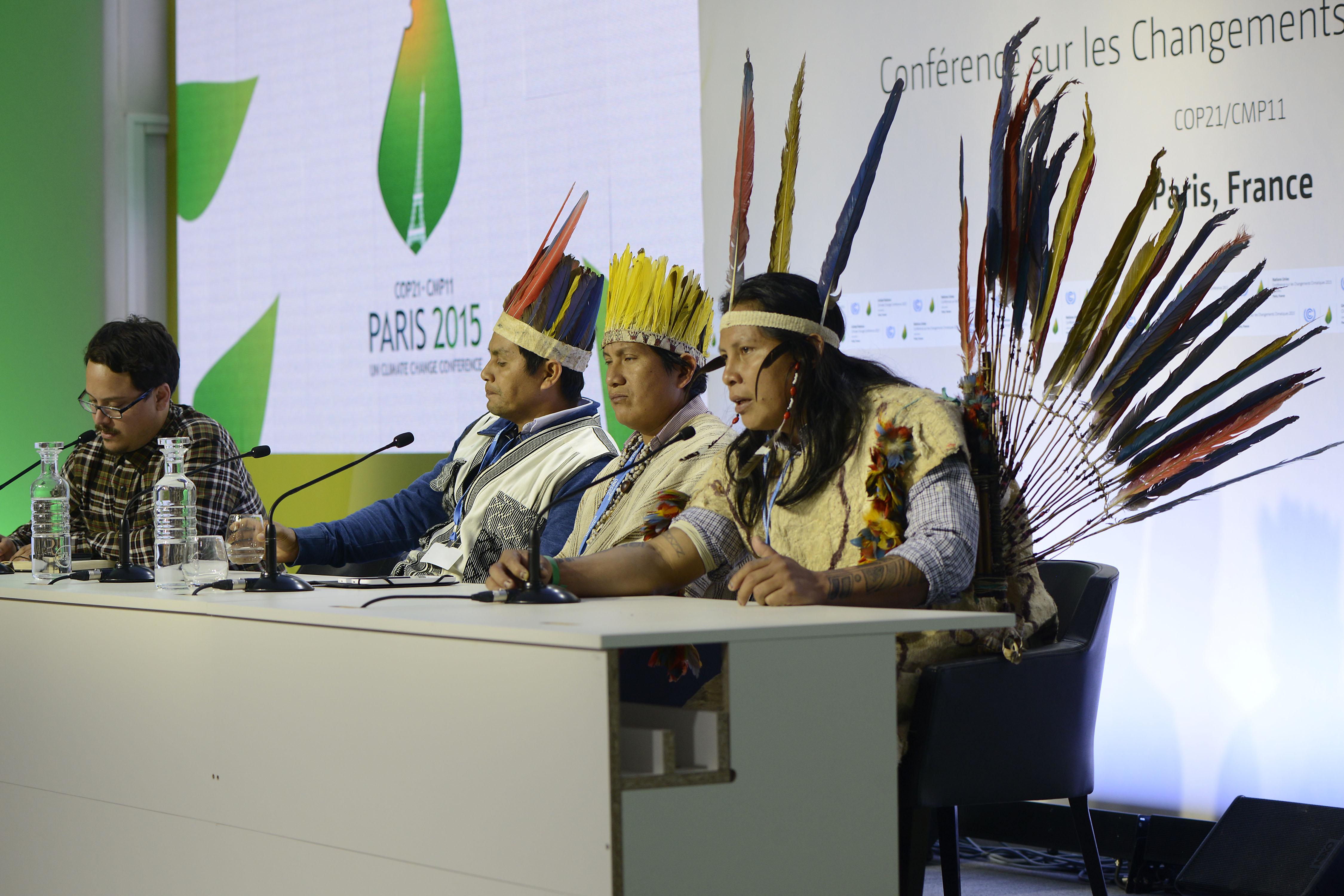
Conferenza stampa di attivisti peruviani alla COP-21 di Parigi, 2015.

I meeting delle COP e le loro preparazioni hanno catalizzato la partecipazione di estese movimenti ambientalisti transnazionali, attraverso reti come il Climate Action Network, Climate Justice Now!, Climate Justice Action, 350.org.
Il 12 ottobre 2007 il Gruppo intergovernativo sul cambiamento climatico (IPCC) ha conseguito il Premio Nobel per la pace congiuntamente con Al Gore per l'impegno nel diffondere la conoscenza sui cambiamenti climatici dovuti al riscaldamento globale.
Nell'agosto del 2018, la giovanissima attivista svedese Greta Thunberg ha organizzato tutti i giorni del mese un'azione di protesta sedendosi al di fuori del Riksdag, con un cartello che recitava "Skolstrejk för klimatet" (Sciopero scolastico per il clima). La sua attività di protesta divenne presto recepita da molti altri giovani di tutto il mondo, dando vita al movimento Fridays for Future. Movimenti di attivisti climatici come Fridays For Future e Extinction Rebellion sono diventati rapidamente movimenti globali capaci di coinvolgere molte migliaia di giovani in tutto il mondo. Inizialmente motivati da ansietà per il cambiamento climatico, intendono creare pressione per promuovere azioni di responsabilità verso i giovani e le generazioni future.
All'inizio degli anni 2020, sondaggi di opinioni su scala internazionale e globale hanno indicato che la preoccupazione per l'impatto del cambiamento climatico globale è molto diffusa. Esiste anche una diffusa propensione a cambiare il modo di vivere per combattere gli effetti del riscaldamento globale, assieme ad incertezza sull'efficacia degli sforzi correnti.

#### Partiti politici ambientalisti

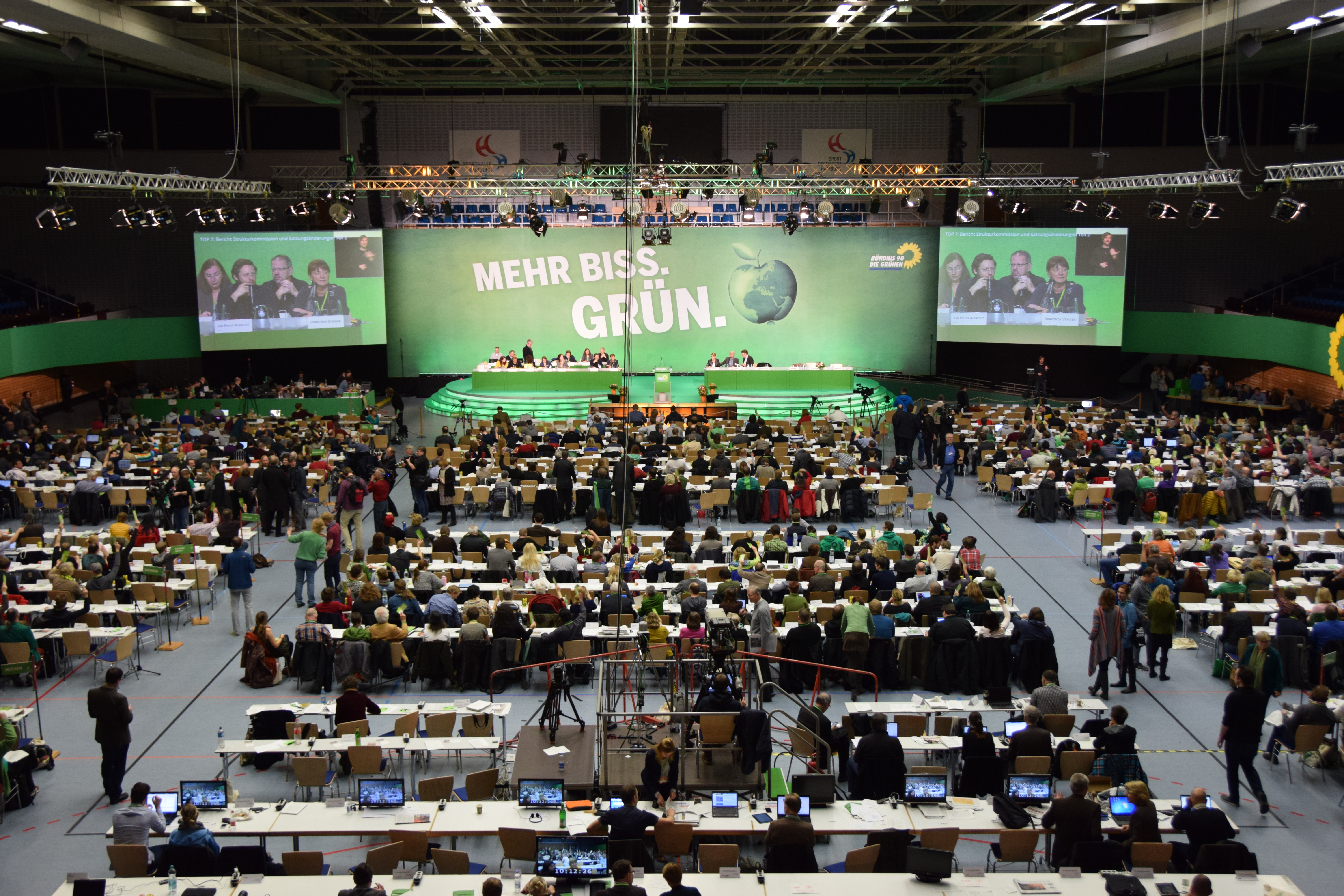
Conferenza federale dei delegati del partito Bündnis 90/Die Grünen ad Amburgo, Germania, 2014.

I partiti ambientalisti sono presenti prevalentemente in paesi occidentali, in particolare dell'Europa occidentale: essi hanno mantenuto una presenza parlamentare costante, generalmente superiore al 3% e raramente superiore al 10%, in Austria, Belgio, Finlandia, Francia, Germania, Lussemburgo, Paesi Bassi, Svizzera e Svezia. In Italia e Spagna i risultati elettorali sono stati spesso limitati da divisioni in fazioni. Nell'Europa orientale hanno conseguito piccole rappresentanze parlamentari in Lettonia e Repubblica Ceca, e altrove sono poco significativi. In America latina, hanno avuto qualche successo elettorale in Brasile e Colombia. In Australia e Nuova Zelanda hanno avuto una presenza parlamentare minoritaria, ma costante.

La presenza relativamente costante di partiti ambientalisti in questi paesi può essere spiegata dall'avvento di generazioni ispirate a valori post-materialistici, più istruite e meno influenzate dagli schemi ideologici delle epoche precedenti. Questa spiegazione è diffusa tra gli studiosi, ma non universalmente accettata. Genuine preoccupazioni per lo stato dell'ambiente hanno anche un peso. Il successo elettorale variabile da paese a paese viene spiegato dall'effetto di molteplici fattori, quali i rispettivi sistemi elettorali ed istituzionali, la competizione politica di partiti che possono attrarre lo stesso bacino elettorale, l'azione politica degli stessi partiti verdi e la presenza di emergenze ambientali che catalizzino l'attenzione pubblica.

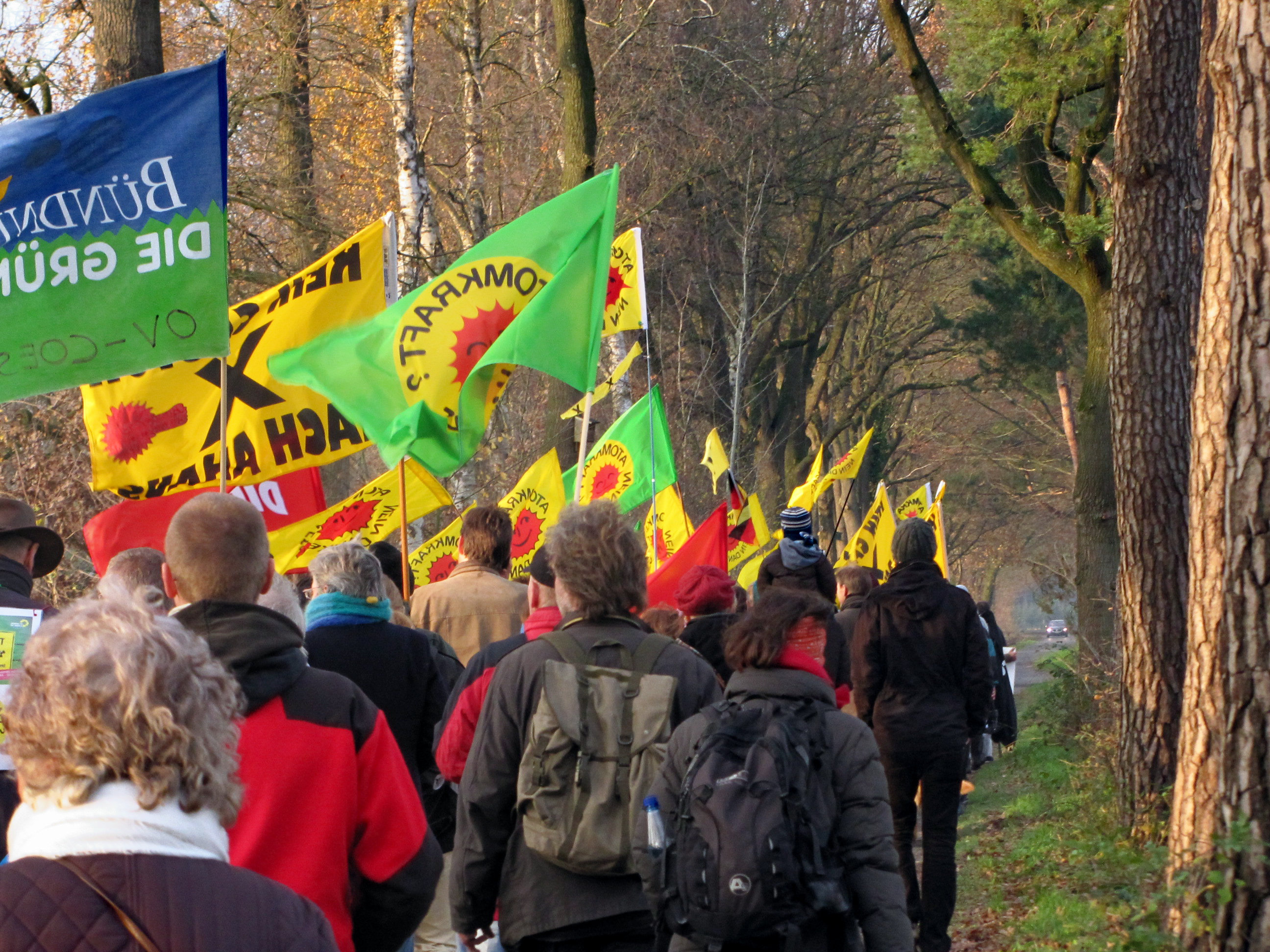
Proteste presso l'impianto di stoccaggio delle scorie nucleari di Ahaus, Germania (novembre 2010).

I partiti verdi hanno spesso avuto risultati migliori alle elezioni del Parlamento Europeo rispetto alle elezioni politiche nazionali, avvantaggiandosi della frequente minore affluenza elettorale, di voti di protesta e del fatto che le istituzioni europee possono sembrare più idonee alla rappresentanza di istanze ambientali. Nelle elezioni del 2019, sono stati eletti 55 europarlamentari verdi (su 751) rispetto ai 37 del 2014.

## Fondamenti delle ideologie ambientaliste
Le radici delle molteplici idee ambientaliste contemporanee possono essere fatte risalire a due concezioni di base della relazione tra uomo e ambiente. Da un lato c'è una valutazione pragmatica o utilitaristica dell'ambiente, che lo considera come sistema di sostegno alla vita e alla società umana. Dall'altro c'è la visione dell'ecologia profonda, secondo la quale l'ambiente ha un valore intrinseco ed indipendente dalle sue utilità.

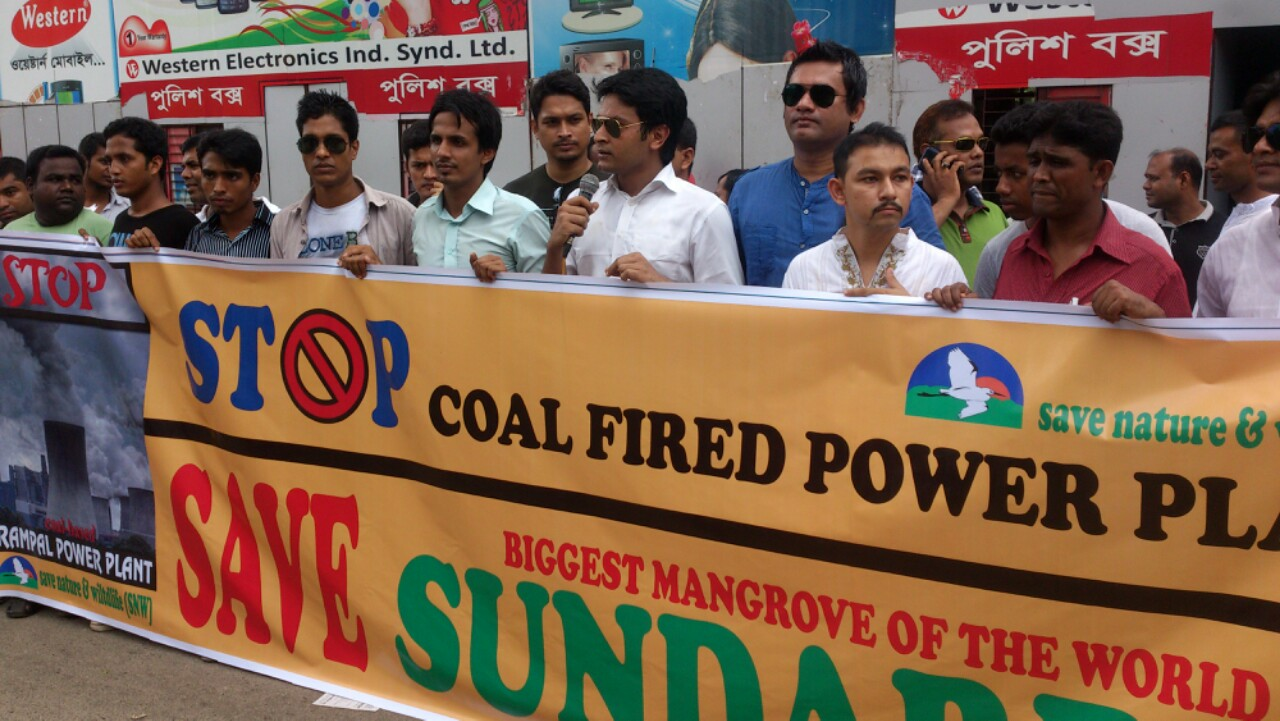
Manifestazione ambientalista contro la costruzione della centrale a carbone di Rampal. Bangladesh, 2013.

### Ambiente come sistema di sostegno alla vita
Questa prospettiva pragmatica vede l'ambiente con un sistema di supporto per la vita: esso fornisce le risorse e l'energia di cui hanno bisogno le società umane per sopravvivere e prosperare. La pubblicazione del rapporto “I limiti della crescita” del Club di Roma nel 1972 diede avvio ad un ampio filone di ricerca e riflessione sul fatto che la crescita economica incontra limiti nella finitezza delle risorse ambientali. I fautori della “modernizzazione ecologica” traggono fiducia dal fatto che la tecnologia e la scienza possono migliorare l'efficienza dell'uso delle risorse. Tuttavia, altri considerano che la Terra è finita e l'uomo può solo limitare parzialmente i propri impatti ambientali. La crescita, inoltre, provoca, non intenzionalmente, problemi ambientali complessi e interconnessi: affrontare un problema ambientale in isolamento dal suo contesto può provocarne altri. La gestione dell'ambiente richiede approcci olistici che tengano conto della complessità.

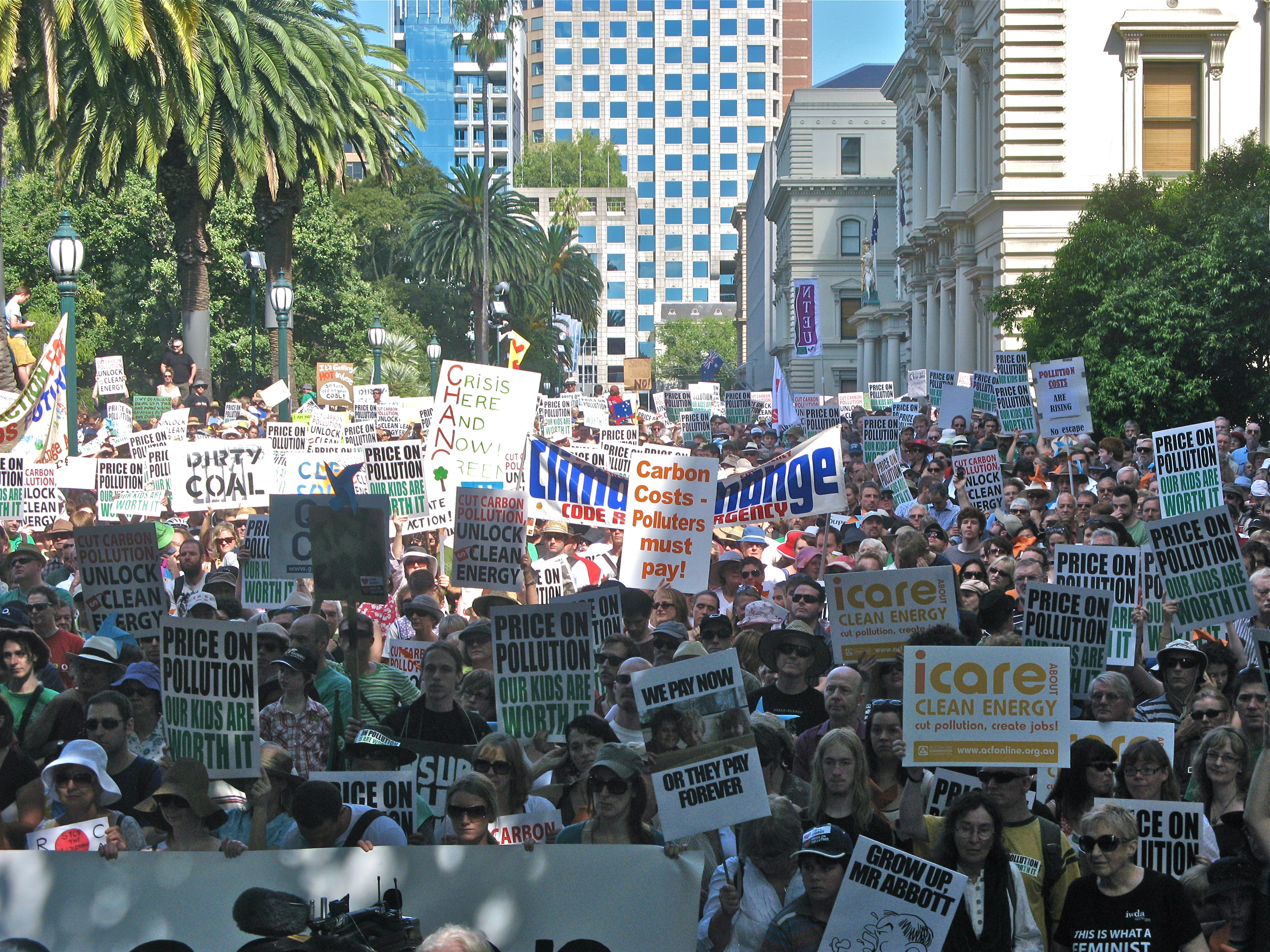
Manifestazione ambientalista a favore dell'imposizione di tasse sulle emissioni di carbonio. Melbourne, Australia, Marzo 2011.

La prospettiva ambientalista deve confrontarsi con l'individuazione di coloro il cui benessere deve essere preservato dalle scelte politiche. Dagli anni 1980, si è diffuso il concetto di sviluppo sostenibile, secondo il quale lo sviluppo economico deve garantire non solo il benessere di chi vive oggi, ma anche quello delle generazioni future. Questa prospettiva introduce scelte complesse, perché preservare il benessere futuro può comportare dei costi oggi: sorgono quindi dilemmi sulla valutazione di quali costi siano accettabili oggi in funzione di benefici futuri.
I dibattiti su questa prospettiva sono spesso collegati al ruolo della crescita demografica umana: alcuni vedono in essa la causa primaria della crisi ambientale. Altri considerano che la crescita demografica non determini gli impatti ambientali da sola: la loro misura dipende anche dalle scelte tecnologiche e dalla distribuzione della ricchezza.
Questa base ideologica ha anche alimentato il cosiddetto “ambientalismo dei poveri”, cioè quell'insieme di movimenti che intendono difendere l'accesso alle risorse naturali da parte delle popolazioni più svantaggiate, siano esse in paesi in via di sviluppo o in paesi sviluppati. Una corrente di questo ambientalismo va sotto il nome di “giustizia ambientale”, ovvero, quell'insieme di idee e azioni che combattono il degrado ambientale perché esso minaccia maggiormente le fasce più fragili della popolazione.
Altre prospettive allargano i confini etici di questi dilemmi oltre l'umanità, presente o futura. A seconda dei valori morali di riferimento, alcuni estendono la comunità morale, i cui interessi presenti e futuri vadano preservati fino ad abbracciare l'insieme degli animali (in quanto organismi capaci di provare sofferenza). Questa prospettiva alimenta il filone animalista dell'ambientalismo.
La prospettiva utilitaria dell'ambientalismo viene criticata da altre prospettive ambientaliste perché, se qualche fattore ambientale non viene collegato ad una funzione di utilità economica o sociale, esso può essere considerato ridondante e trascurato.

### Ambiente come valore intrinseco

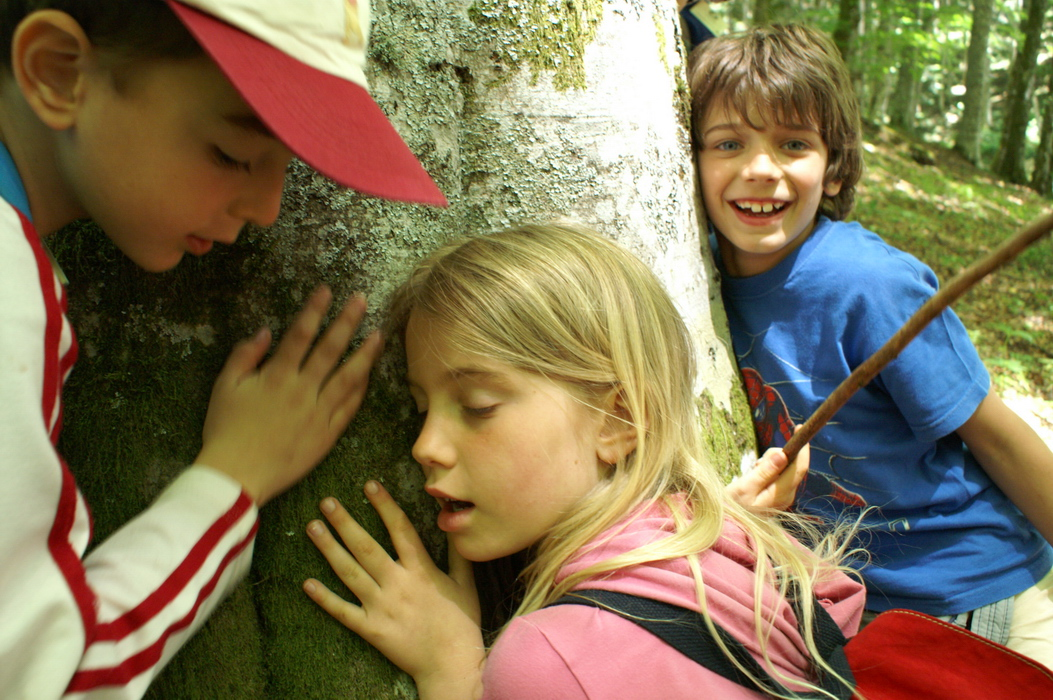
Bambini in un campo di educazione ambientale del WWF, Toscana, 2006.

I movimenti di ecologia profonda rigettano l'ambientalismo utilitaristico perché esso introduce valutazioni non olistiche della natura e degli ecosistemi. Essi estendono ulteriormente la valutazione morale alla base dell'ambientalismo e considerano che l'ambiente va protetto per il suo valore intrinseco, senza limitazioni all'umanità o a determinate specie. Secondo questa prospettiva, occorre piuttosto preservare la capacità di auto-rigenerazione e auto-rinnovamento della natura.

Questa visione vuole superare l'antropocentrismo, cioè il pensare che l'uomo sia al centro dei valori morali e quindi delle scelte politiche. I fautori dell'ecologia profonda favoriscono invece il biocentrismo (tutta la vita ha un valore intrinseco) e l'ecocentrismo (tutto l'ambiente, biotico e abiotico, ha valore intrinseco). Altri filoni dell'ecologia profonda identificano la base dell'ambientalismo nella consapevolezza ecologica, cioè in un senso di sé come realtà interconnessa con tutto l'ambiente.

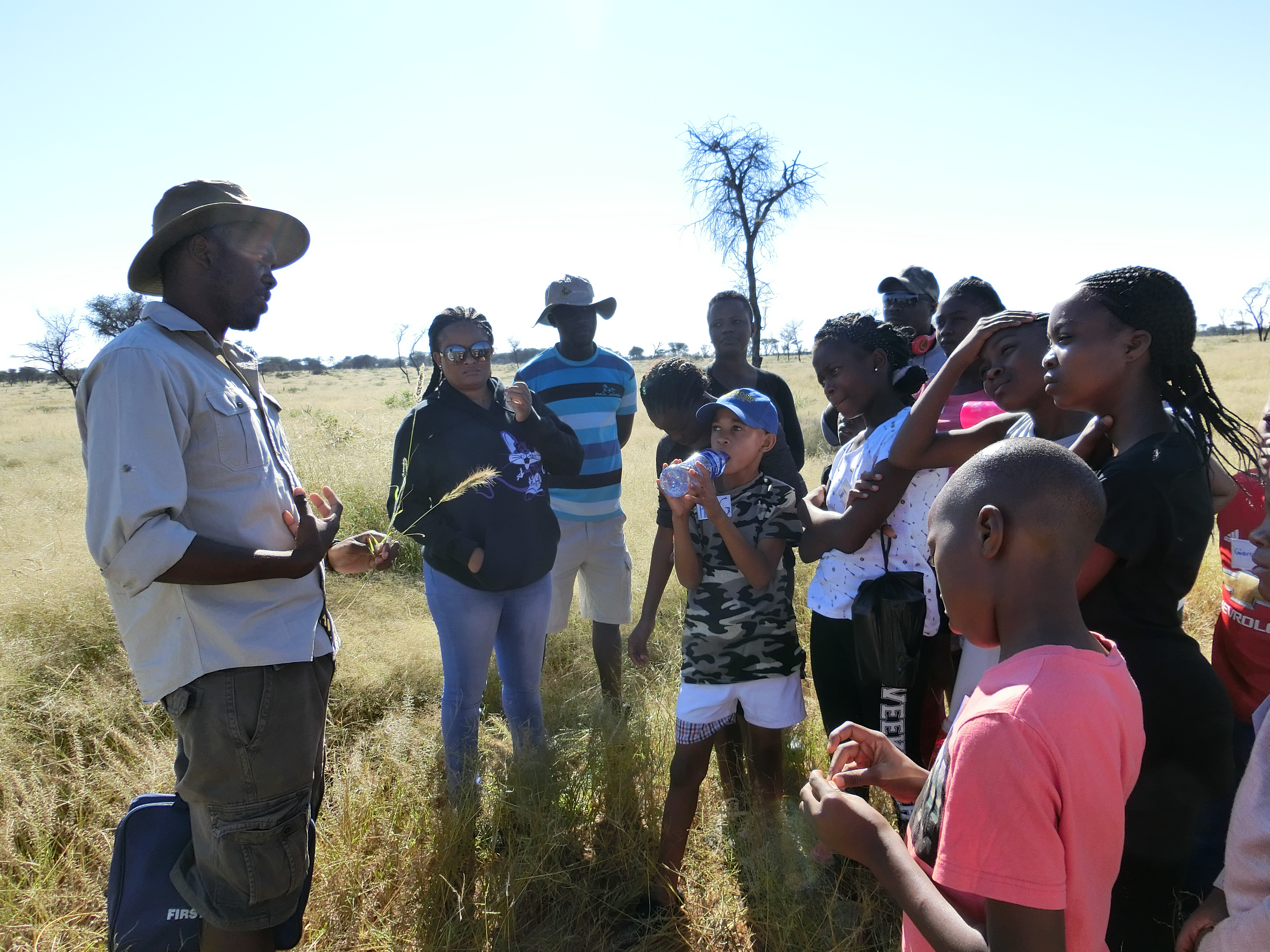
Educazione ambientale in Namibia.

Le idee dell'ecologia profonda tendono a configurare l'ambientalismo come una ideologia distinta: cioè, basata su concetti e valori condivisi che ispirano una critica fondamentale dei sistemi politici e sociali esistenti; proponente una visione alternativa della società; e comprendente una serie di strategie di cambiamento sociale radicale per perseguire quella visione. Al contrario, le idee dell'ambientalismo utilitaristico tendono ad ispirare movimenti riformisti e non radicali, che si integrano più facilmente con altre ideologie, come il liberalismo, il socialismo o il conservatorismo.
Critici dell'ecologia profonda contestano che essa allarga eccessivamente i valori morali dell'ambientalismo, rischiando di renderli inefficaci e di poca presa. Altri considerano anche che le idee di ecologia profonda rimangono alla base antropocentriche, perché mettono le percezioni umane della natura al centro della valutazione dell'ambiente.

## Movimenti ambientalisti oggi

### Definizione

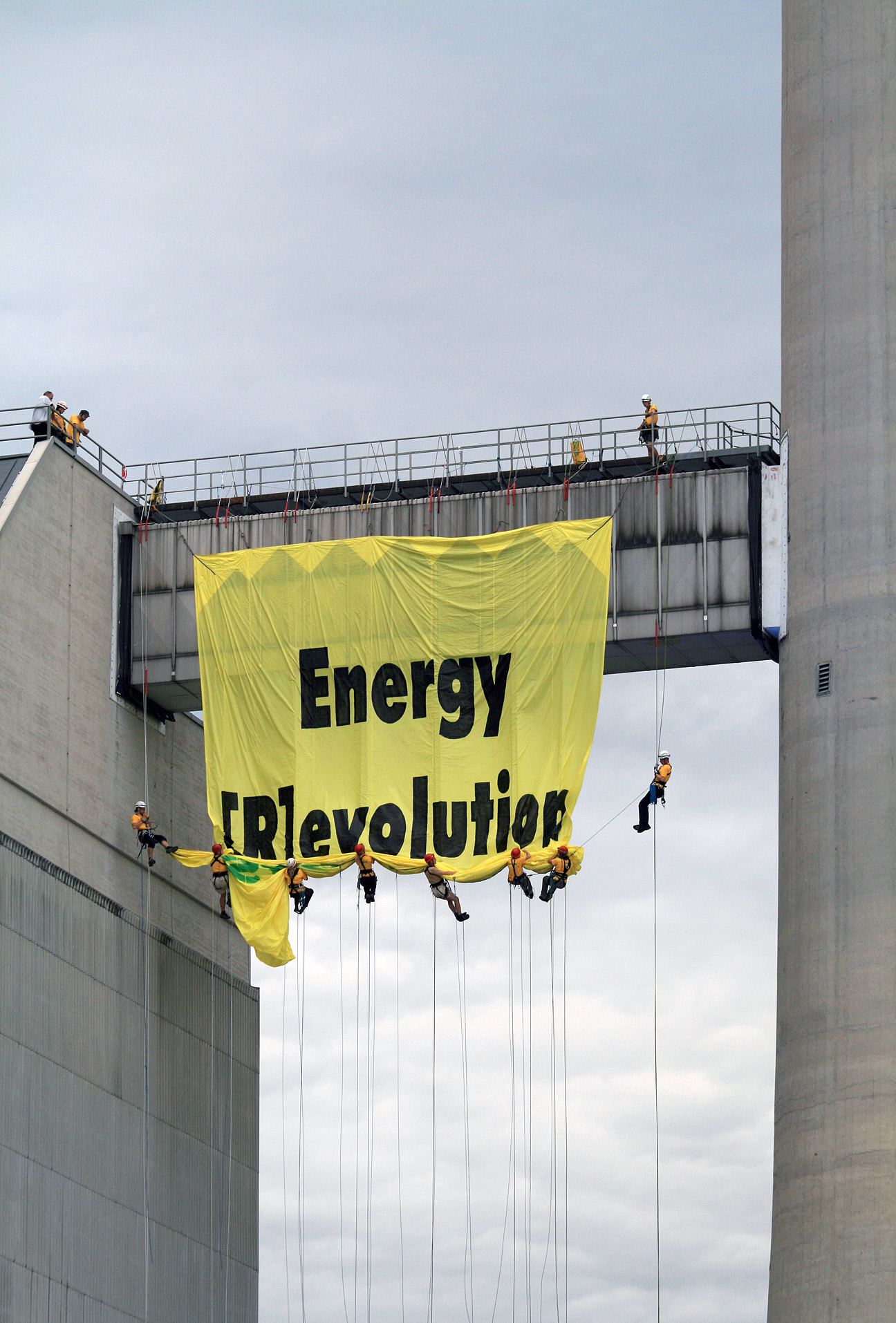
Azione di Greenpeace alla centrale nucleare di Zwentendorf per i Save the World Awards, 2009.

Una definizione universalmente condivisa di movimento ambientalista rimane difficile da raggiungere, perché questo termine viene usato per denotare un insieme di gruppi, campagne, individui, reti ed organizzazioni motivate da una diversità di idee ambientaliste. Le organizzazioni formalmente constitute comprendono sia partiti politici, sia organizzazioni della società civile impegnate su un ventaglio più o meno ampio di temi ambientali. Le organizzazioni sociali non formalmente costituite, come campagne e reti, possono essere permanenti o temporanee, e talora sono coinvolte anche su altre tematiche al di là di quella ambientale.
I movimenti ambientalisti vengono considerati "nuovi movimenti sociali", per distinguerli dai movimenti sociali nati a partire dal XIX secolo da motivazioni di lotta economica e di classe (ad esempio, i sindacati). I nuovi movimenti sociali se ne differenziano per essere espressione in particolare di giovani, con un livello medio di istruzione elevato, spesso impiegati nel settore pubblico, portatori di valori anti-modernisti, orientati a forme di azione radicali (come manifestazioni, e poteste piuttosto che campagne e rappresentazione politica) e ispirati alla partecipazione come fine dell'azione e non solo come mezzo. I movimenti ambientalisti spesso promuovono ulteriori valori oltre quelli ambientali, come la partecipazione democratica, l'uguaglianza dei diritti e le interazioni sociali a rete e non strutturate formalmente e gerarchicamente.

### Correnti
Non esiste una classificazione universalmente accettata delle correnti del variegato pensiero ambientalista. Alla base, si distinguono due filoni fondamentali:
- ecocentrismo o ambientalismo radicale: questo modo di pensare si rifà alle idee dell'ecologia profonda, considera l'ambiente come valore centrale e auspica che la società umana debba ad esso adattarsi; queste idee spesso producono critiche radicali ai sistemi sociali.
- tecnocentrismo o ambientalismo riformista: questo modo di pensare si ispira alle idee dell'ambiente come sistema di supporto alla vita; ha fiducia nelle capacità di innovazione umana per risolvere i problemi ambientali e pone i bisogni umani al centro delle strategie.[2]

In realtà, i movimenti ambientalisti oscillano spesso tra una posizione e l'altra, a seconda degli specifici problemi affrontati. Mentre la distinzione tra ecocentrismo e tecnocentrismo può aiutare ad analizzare le idee, accentuare eccessivamente le differenze ideologiche può produrre analisi artificiose e astratte della complessa realtà delle idee e azioni ambientaliste. Questa realtà racchiude una grande diversità di idee e posizioni, che riflettono un ampio ventaglio di valori, priorità e modi di agire.

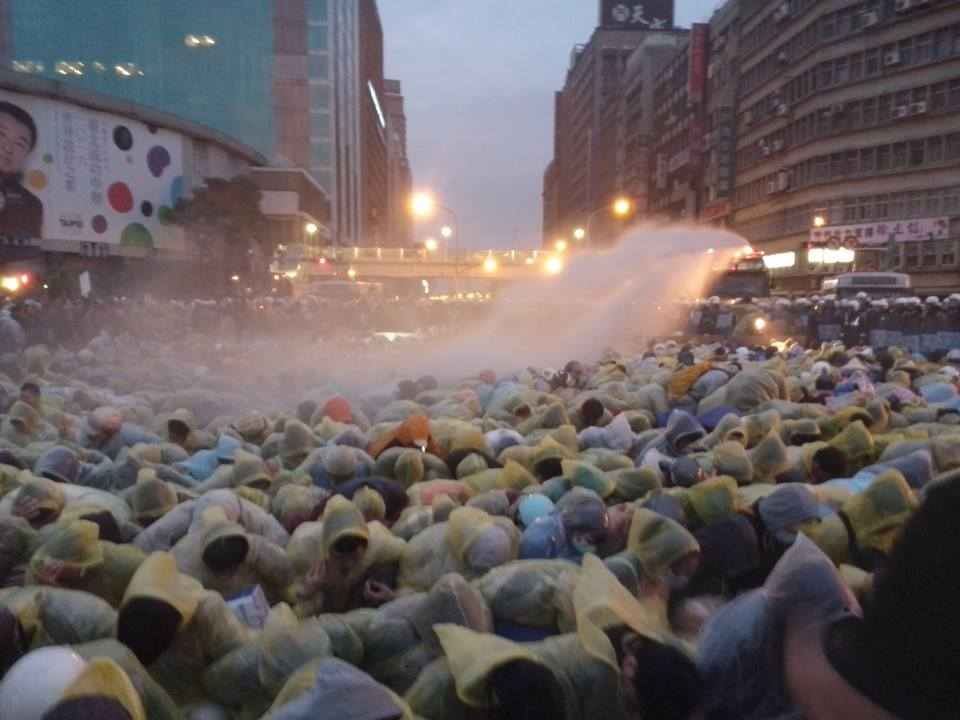
Manifestazione di attivisti anti-nucleare, Taipei, 2014.

Oltre alle correnti generali già menzionate, tra i movimenti più influenti, che possono combinare variamente le due correnti fondamentali, si notano:
- Ecologia sociale: secondo questo orientamento, la maggior parte dei problemi ecologici sono causati da problemi sociali profondamente radicati. Perciò, i problemi ecologici non possono essere spiegati e affrontati senza affrontare risolutamente i problemi sociali. Il capitalismo è visto come la causa principale della crisi ambientale attuale. Questa corrente solleva critiche radicali sociali e politiche, appellandosi a comportamenti comunitari ed etici.[2]

- Ecoterrorismo: promuove atti di violenza, vandalismo, danni alla proprietà o sabotaggio contro individui e aziende in nome dell'ambientalismo. Si parla talora di ecoterrorismo di fronte a crimini commessi contro aziende o agenzie pubbliche, con l'obiettivo di prevenire o interferire con attività presunte dannose per l'ambiente. Il termine viene anche usato per azioni mirate a provocare danni ambientali, intraprese durante conflitti bellici.[2]

- Ecofemminismo: un movimento intellettuale e politico che associa i problemi ambientali all'oppressione sia delle donne che della natura attraverso la storia. Può riflettere un ventaglio di valori rispetto al ruolo della società e della natura.[2]

- Bioregionalismo: è un insieme di movimenti che pongono al centro dell'attenzione il collegamento tra specifiche società umane e le bioregioni che esse abitano. Presta attenzione agli effetti e le relazioni tra società e caratteristiche ecologiche, geologiche e storiche in un luogo specifico. Promuove comportamenti in armonia con la bioregione in questione. Dà importanza ad azioni pratiche locali piuttosto che a proteste e riforme legislative.[2]

- Prometeismo (o cornucopianesimo/contrarianesimo/scetticismo ambientale): corrente di pensiero che rifiuta la percezione negativa dell'impatto umano sull'ambiente. Pone fiducia nello sviluppo economico, i cui benefici sono considerati superiori agli impatti negativi sull'ambiente. Considera la crisi ambientale identificata da altri gruppi ambientalisti come esagerata e non fondata su una solida scienza.[2]

- Liberalismo ambientale: secondo questo movimento, il libero mercato è lo strumento migliore per preservare la salute e la sostenibilità. Per prevenire il degrado ambientale, esso favorisce perciò politiche basate su strumenti di mercato piuttosto che interventi governativi. Le sue posizioni sono in contrasto con quelle dell'ecologia sociale.[2]

- Ecologia politica: è una prospettiva che pone al centro dell'attenzione le interconnessioni tra la politica e l'ambiente. Studia i conflitti politici che sorgono tra diversi gruppi sociali per controllare l'accesso alle risorse naturali. Riconoscendo che i cambiamenti nell'ambiente sono vissuti in modo diverso dai diversi gruppi, l'ecologia politica, riflessa in studi e analisi, ispira i movimenti di giustizia ambientale.[2]

- Ambientalismo autoritario: promuove interventi autoritari per la risoluzione delle questioni ambientali. È stato ispirato da esempi di paesi dove ci sono limitati (o nessun) canali democratici attraverso i quali creare e implementare strategie ambientali.[2]

- Nuovo ambientalismo: è un termine associato ad iniziative di trasformazione sociale a livello comunitario per creare sostenibilità sociale ed economica attraverso stili di vita adattati alle condizioni ambientali locali.[2]

### Forme organizzative

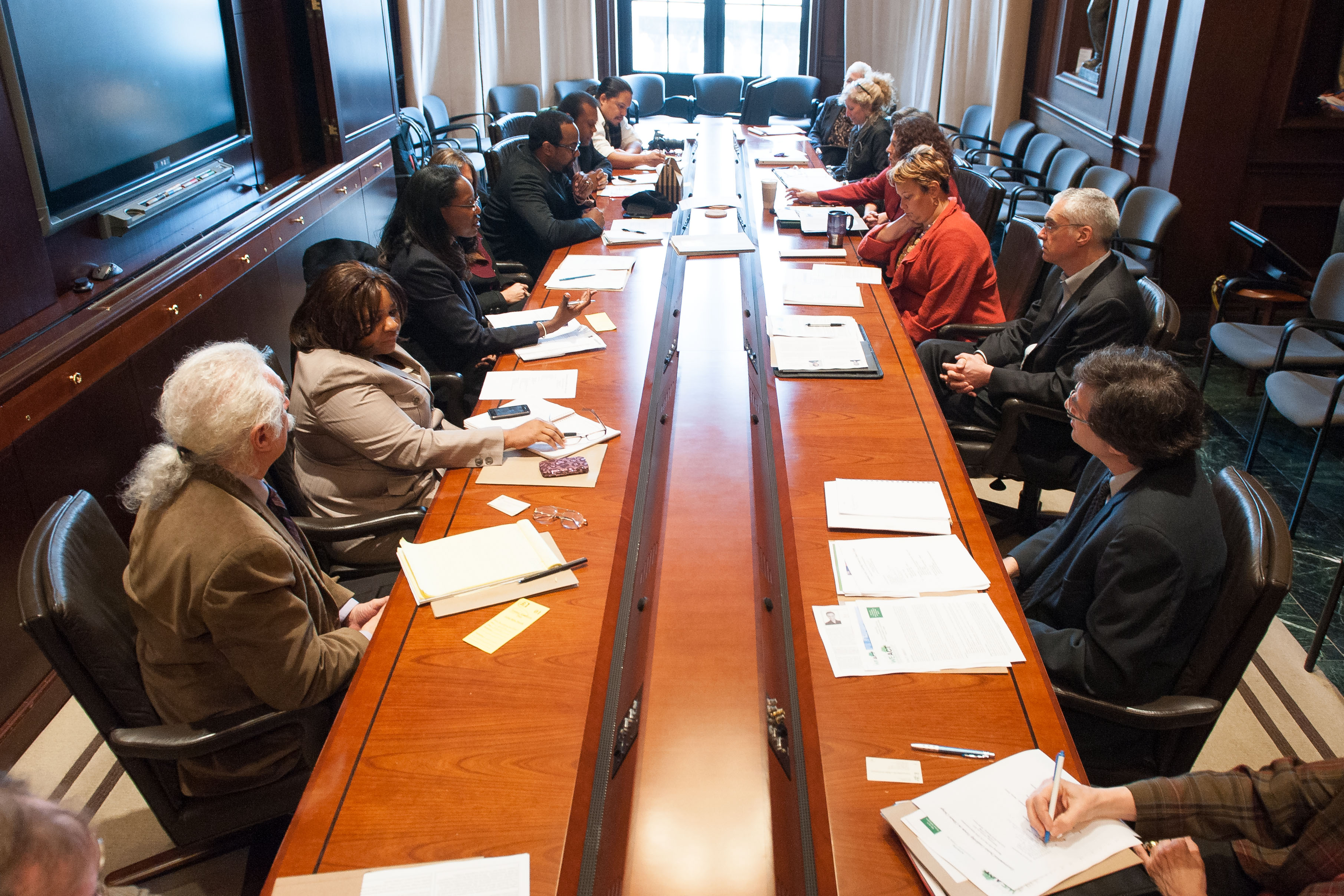
Incontro con gruppi ambientalisti all'Agenzia per la Protezione dell'Ambiente, Washington, 2013.

I movimenti ambientalisti sono rappresentati da un ventaglio di forme organizzative. Una distinzione di fondo è tra gruppi di protesta di base e gruppi di pressione gestiti professionalmente. Nel caso dei movimenti ambientalisti in Europa occidentale, è stata proposta una classificazione che tiene conto di come un movimento risponda alle due questioni di fondo che ogni movimento incontra:
- come produrre le risorse necessarie ad assicurare una struttura organizzativa stabile: la scelta fondamentale è tra il richiedere l'impegno continuativo di un piccolo gruppo di attivisti che diano stabilità all'organizzazione; oppure richiedere contributi finanziari agli attivisti e al pubblico, con cui pagare una struttura organizzativa stabile.
- come assicurare l'efficacia dell'azione politica: la scelta fondamentale è tra azioni convenzionali di pressione, secondo le regole del sistema (questa opzione favorisce il riconoscimento politico dell'organizzazione, ma rischia di indebolirne l'azione); oppure a favore di azioni conflittuali (legali o meno) rispetto al sistema prevalente (questa opzione può rafforzare la capacità negoziale dell'organizzazione in alcuni casi, ma generalmente ne produce la marginalizzazione).

A seconda delle risposte date a questi due dilemmi, si possono identificare quattro modelli tipo di movimenti ambientalisti.
|                              | Pressione convenzionale | Pressione dirompente |
| ---------------------------- | --- | --- |
| Organizzazioni professionali | Gruppi di pressione su questioni pubbliche | Organizzazioni professionali di protesta |
| Organizzazioni professionali | Queste sono organizzazioni politiche gestite professionalmente: prediligono le strategie di pressione tradizionali e danno poco spazio alla partecipazione pubblica, finanziandosi tramite i contributi dei soci. Molte organizzazioni ambientaliste possono essere identificate in questa categoria: ad esempio, la National Wildlife Federation e il Sierra Club (USA), Italia Nostra (Italia), la Royal Society for the Protection of Birds (Gran Bretagna), An Taisce (Irlanda), la Deutscher Naturschutz Ring (Germania). | Queste organizzazioni sono gestite professionalmente grazie alla mobilizzazione di risorse finanziarie. A differenza dei gruppi di pressione, utilizzano anche tattiche dirompenti di lotta.Un esempio di questo modello è Greenpeace: è gestita professionalmente e le sue proteste non mirano a costituire azioni di massa ma un impatto mediatico. |
| Organizzazioni di attivisti  | Gruppi partecipativi di pressione | Organizzazioni di protesta pubblica |
| Organizzazioni di attivisti  | Questo modello è il meno diffuso: si tratta di organizzazioni che funzionano grazie all'impegno di attivisti, ma usano tattiche convenzionali di pressione, non dirompenti come le proteste.Un esempio ne è 350.org. | Queste organizzazioni prediligono la partecipazione degli attivisti, sono spesso piccole o decentrate e impiegano proteste dirompenti. Esempi di questo modello sono Sea Shepherd Conservation Society, Earth First! e organizzazioni (talora temporanee) di attivisti contro progetti di infrastrutture di trasporto. Alcune di queste organizzazioni promuovono tra le proprie strategie anche azioni di scontro, sabotaggio e danneggiamento. Alcuni dei gruppi di lotta locali vengono chiamati NIMBY (not in my backyard, ovvero non nel mio cortile), perché si oppongono a impianti ed infrastrutture, mobilizzando piccoli gruppi locali. Alcune di queste piccole organizzazioni locali formano alleanze e coalizioni per ampliare il proprio impatto e peso politico. |

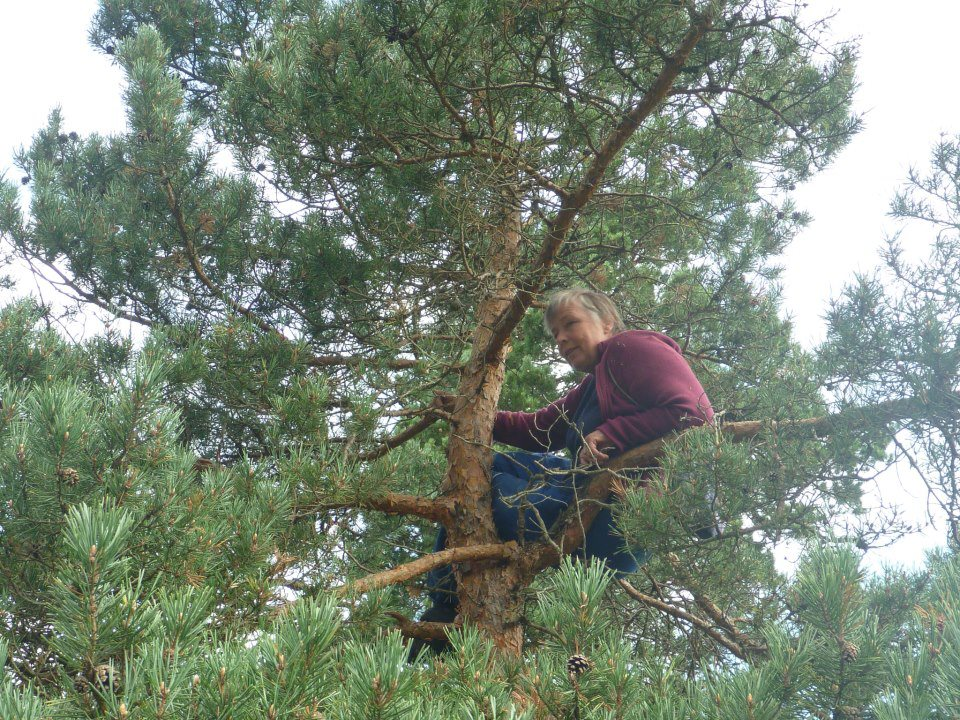
Attivista protesta contro gli abbattimenti di alberi da parte di una impresa mineraria nella foresta di Ojnare, in Svezia, minacciata da piani di sviluppo di cave (2012). In seguito alle proteste degli ambientalisti durate molti anni, l'area venne successivamente designata come area protetta.

Questa classificazione schematica tenta di rappresentare una situazione in realtà fluida e mutevole. Si è assistito spesso, specie dopo i primi successi ambientalisti degli anni 1970, ad una istituzionalizzazione di organizzazioni di protesta e di gruppi partecipativi di pressione, che si sono poi orientati verso una gestione professionale. Nel contempo, molto organizzazioni che originariamente impiegavano metodi di scontro, sono passate a metodi più convenzionali di pressione, come il monitoraggio delle azioni governative, inchieste e studi tecnici, denunce alla magistratura e azioni di lobby verso la politica. Alcune organizzazioni hanno anche abbracciato il dialogo e la collaborazione con l'industria, per influenzarne le pratiche e i prodotti.
Tuttavia, esiste ancora una diffusa presenza o una continua nascita di gruppi di protesta pubblica, sia internazionali sia a livello locale: essi si possono alleare con organizzazioni di pressione ma non necessariamente vi si trasformano e anzi spesso disdegnano la loro alleanza. Molte correnti di attivisti si sono piuttosto radicalizzate. Questi filoni ambientalisti radicali criticano la globalizzazione, il concetto di sviluppo sostenibile e i compromessi politici da parte dei partiti ambientalisti e delle associazioni ambientaliste tradizionali. Essi sostengono la necessità di modelli economici radicalmente diversi da quelli attuali. Si ispirano all'ecocentrismo, all'organicismo, al bioregionalismo, e al primitivismo. Alcuni sostengono la necessità di una decrescita economica, perché ritengono che l'attuale economia sia insostenibile.
La diffusione delle piattaforme di social media ha facilitato la nascita di forme organizzative più orizzontali e di reti di mobilitazione, come Extinction Rebellion, Earth Liberation Front, Animal Liberation Front e scioperi giovanili per il clima, che operano indipendentemente da organizzazioni più consolidate e istituzionalizzate. Talora i gruppi di attivisti o reti nazionali e transnazionali si formano proprio per reazione alla percezione di debolezza delle organizzazioni ambientaliste professionali. Peraltro, alcune organizzazioni professionali mantengono una rete di attivisti, specie a livello locale e responsabile di azioni locali (ad esempio, Legambiente, WWF, Friends of the Earth).
Si sono inoltre diffusi i gruppi locali di attivismo di tipo NIMBY, che si oppongono allo sviluppo di infrastrutture industriali, di trasporti, di trattamento dei rifiuti e di produzioni di energia. Questi gruppi sono spesso appoggiati da reti nazionali e internazionali di attivisti.

### Strategie e impatti

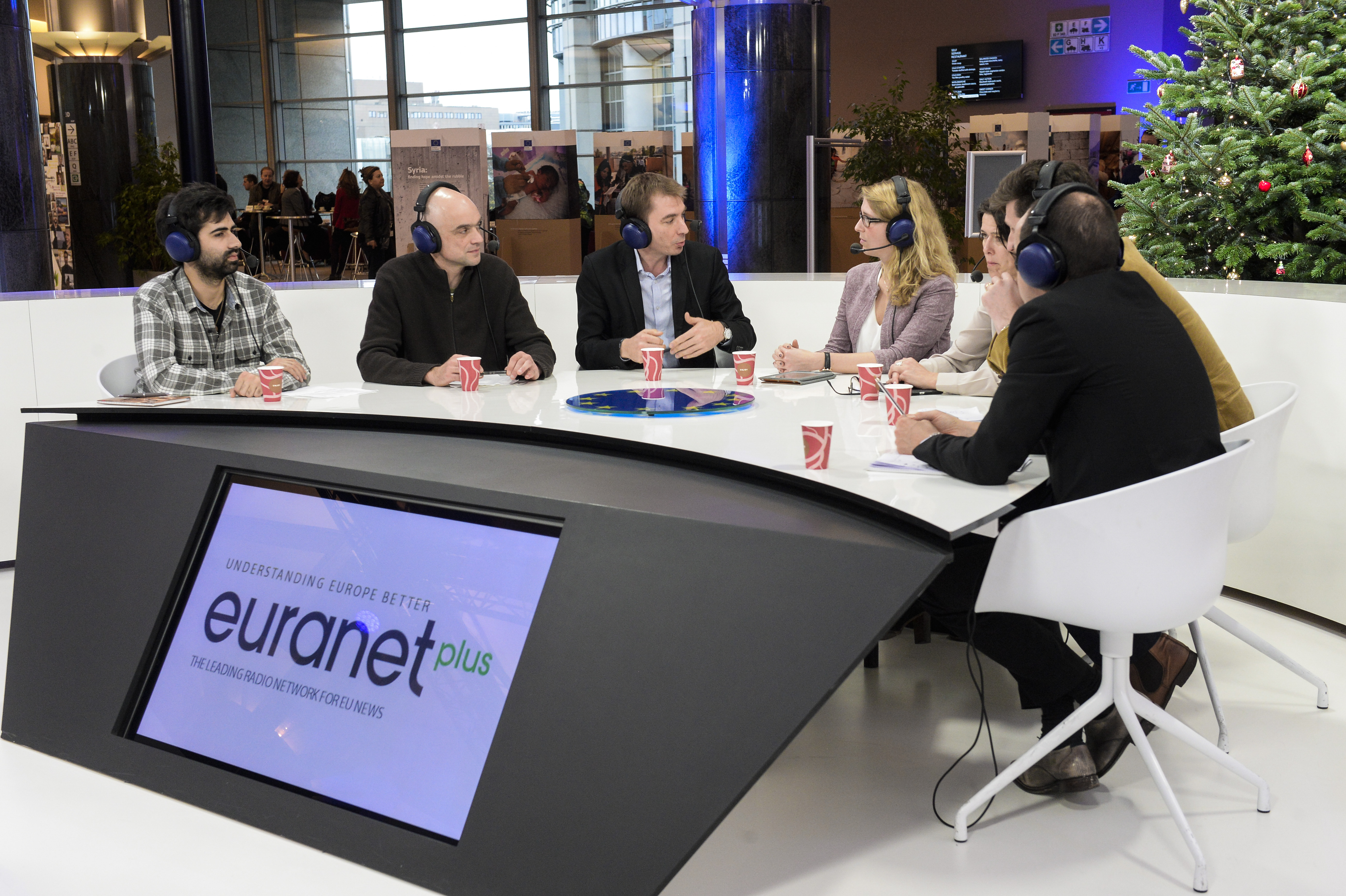
Dialogo di attivisti e radio locali tedesche in preparazione alla COP-21, 2015.

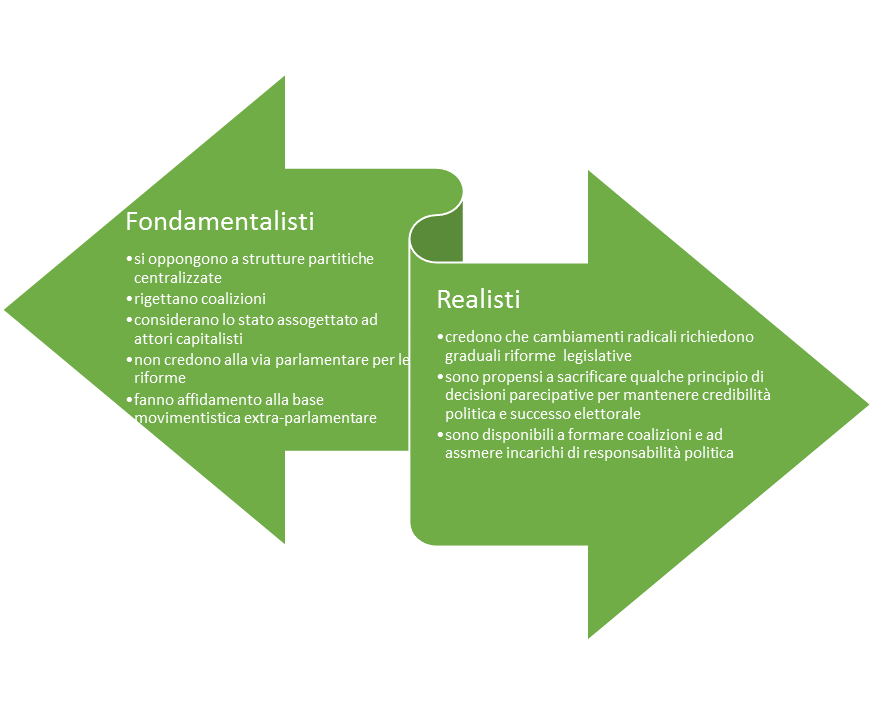
I movimenti e i partiti ambientalisti si trovano spesso a vivere una tensione fra tendenze realiste e tendenze fondamentaliste.

I movimenti ambientalisti, similmente ad altri movimenti sociali contemporanei, perseguono una serie di obiettivi strategici tipici, quali:
- internamente al movimento - accrescere la consapevolezza ecologica degli attivisti ed il loro senso di identità: questo può avvenire stimolando sia il coinvolgimento in problemi locali, sia un maggiore informazione e consapevolezza su problemi più vasti. Soci ed attivisti possono essere coinvolti in misura variabile e possono accrescere gradualmente il proprio impegno, passando da soci passivi ad attivisti.[100]
- esternamente al movimento - qui gli obiettivi possono prendere strade diverse, tra cui: guadagnare accesso alle sedi delle decisioni (molte organizzazioni ambientaliste sono rappresentate in organi consultivi nazionali e internazionali); influenzare direttamente specifiche riforme e decisioni; influenzare la composizione ed il funzionamento delle istituzioni responsabili di prendere decisioni (ad esempio, promuovendo alleanze tra attori influenti sulle decisioni); e influenzare l'agenda (agenda setting) dei responsabili politici e/o le attitudini del pubblico rispetto a certi problemi che si vogliano rendere salienti.[100]Storicamente, i movimenti ambientalisti hanno avuto notevole successo nell'influenzare l'agenda politica e le attitudini pubbliche: col tempo, molte questioni ambientali si sono mosse verso il centro dell'agenda politica. La loro influenza diretta su specifiche decisioni è però soggetta alle fluttuazioni delle priorità politiche e soprattutto è limitata dal fatto che i gruppi di potere più centrali alle decisioni politiche (p.e., settori industriali, energetici, commerciali) perseguono priorità di sviluppo economico spesso molto più influenti. Questo ruolo di influenza diretta richiede anche di accettare norme, sistemi e compromessi, cosa che può indebolire la credibilità dei movimenti di fronte ai propri sostenitori. Quando movimenti ambientalisti riescono ad influenzare specifiche decisioni, solitamente queste si mostrano prodotte dalla combinazione anche di altri fattori (come il contesto economico contingente, scelte tecnologiche, alleanze con altri portatori di interessi convergenti, etc.)[50]
- in alcuni casi organizzazioni ambientaliste sono direttamente impegnate ad eseguire politiche pubbliche, specie nel settore della conservazione della natura; esse possono ricevere fondi pubblici allo scopo.[50]

### Dimensioni e traiettorie

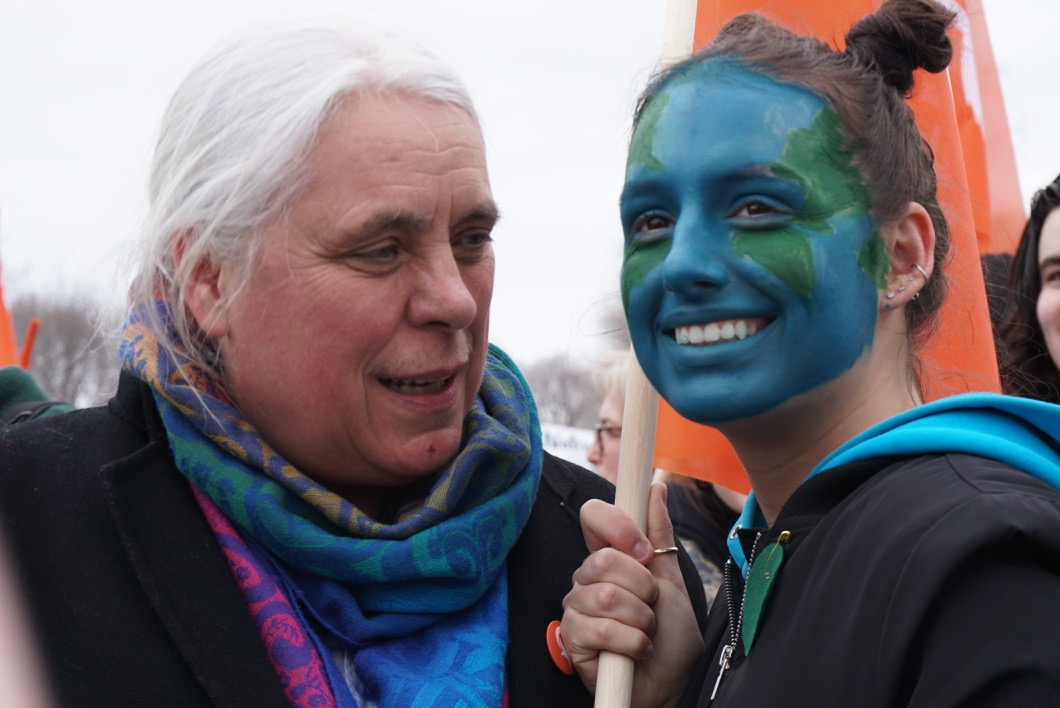
Marcia di attivisti per il clima, Montréal 2019.

La difficoltà di una definizione precisa del movimento non consente una stima quantitativa della sua dimensione. Stime limitate ai membri di associazioni ambientaliste in alcuni paesi occidentali, come Gran Bretagna e Australia, hanno indicato un numero tra il 7 e il 20% della popolazione totale. Questa è una percentuale molto ragguardevole se paragonata agli iscritti a partiti politici. In realtà, la percentuale della popolazione che aderisce ad organizzazioni ambientaliste varia molto da paese a paese. Taiwan, Australia e i Paesi Bassi mostrano le percentuali più elevate.
Tra le organizzazioni ambientaliste più grandi (per numero di soci e budget) figurano sia organizzazioni transnazionali, come Greenpeace e la federazione internazionale di Friends of the Earth, sia alcune organizzazioni nazionali fortemente radicate nei rispettivi paesi.

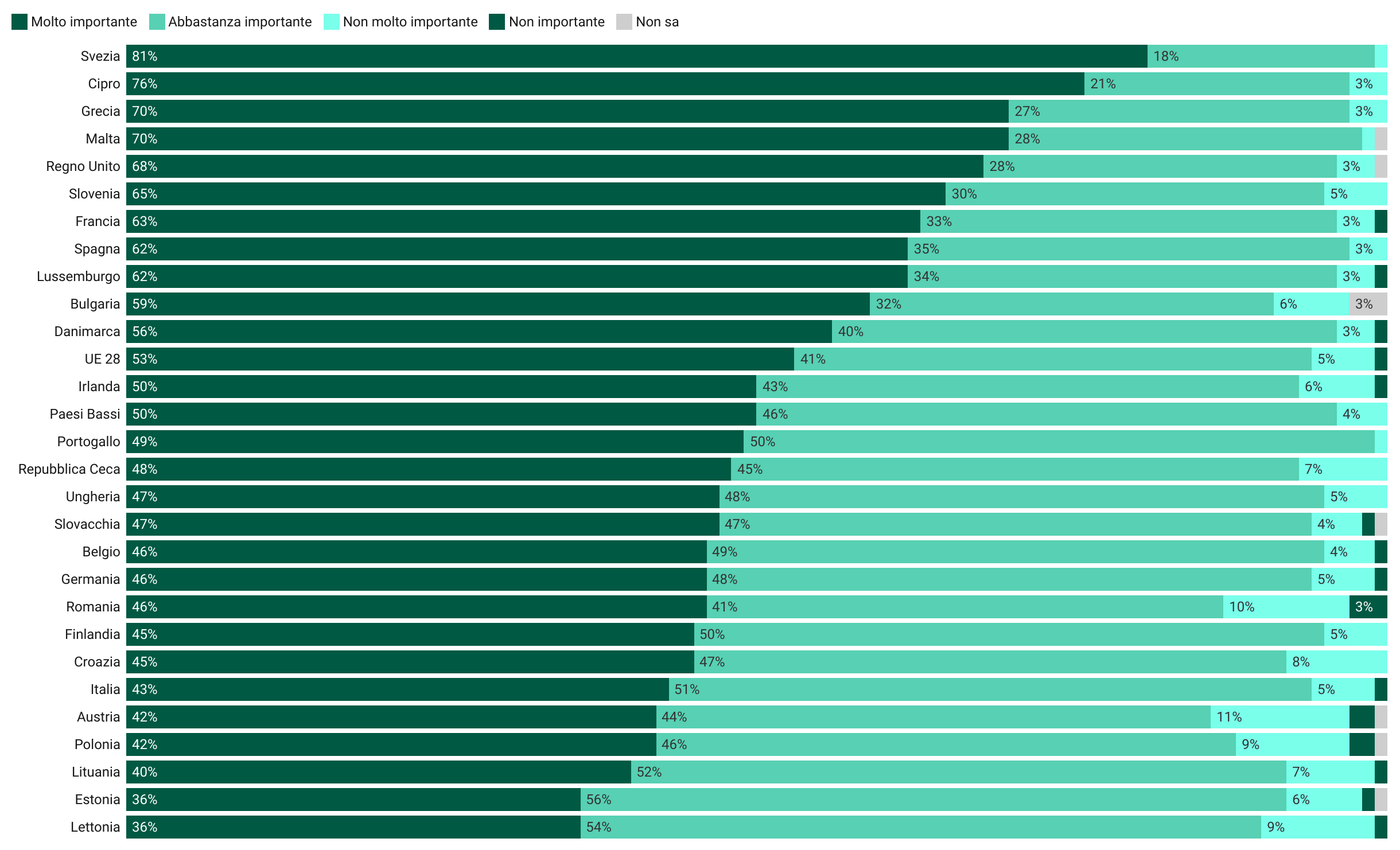
Nel 2019, alla domanda su che importanza la protezione dell'ambiente rivestiva per loro personalmente, il 94% dei cittadini europei la considerava importante. Più della metà (53%) la consideravano molto importante.

La questione se l'ambientalismo sia in espansione o contrazione è molto dibattuta. Esiste una diffusa percezione tra gli studiosi che in molti paesi occidentali l'associazionismo ambientalista abbia raggiunto il picco all'inizio degli anni 1990, e sia poi diminuito e abbia stagnato. Analisi empiriche hanno sottolineato un cambiamento più sottile: da un lato, c'è stato un declino dell'attivismo politico ambientalista, sia in democrazie avanzate, sia in democrazie in via di sviluppo. Da un altro lato, sono cresciuti tra il pubblico comportamenti e attitudini sensibili all'ambiente.
Una spiegazione di questo fenomeno è che le grandi battaglie ambientaliste degli anni 1970 e 1980 hanno stimolato importanti e urgenti riforme. In seguito, molti movimenti ambientalisti si sono istituzionalizzati, diminuendo la loro capacità di generare attivismo politico, ma accrescendo la loro capacità di influenzare riforme operando internamente al sistema. Il progresso di queste stesse riforme intraprese a partire dagli anni 1970 ha creato incentivi economici, normativi o culturali che hanno stimolato comportamenti sensibili all'ambiente tra la popolazione. Questi cambiamenti si sono diffusi globalmente, attraverso i movimenti e processi transnazionali. Il coinvolgimento di massa nelle questioni ambientali rimane elevato, ma rispetto agli anni 1980, è oggi relativamente meno conflittuale e più orientato a scelte di stile di vita e consumi.

## Critiche e contro-movimenti
L'ambientalismo ha generato critiche ed opposizioni, sia interne che esterne al movimento. L'ambientalismo è in realtà un insieme diverso di posizioni ideali e politiche: critiche possono insorgere tra diverse posizioni espresse all'interno del movimento, oppure da movimenti sociali vicini all'ambientalismo. Critiche ed opposizioni sorgono anche esternamente al movimento. In taluni casi, le opposizioni all'ambientalismo assumono forme organizzative e strategie di un vero e proprio contromovimento. L'opposizione può essere rivolta sia alle idee e posizione politiche del variegato movimento ambientalista, sia alle politiche e i regolamenti ambientali, nazionali o internazionali. Attori anti-ambientalisti possono includere lavoratori di particolari settori economici che si sentono minacciati da determinate politiche ambientali (ad esempio, nelle industrie estrattive): questi lavoratori possono darsi una organizzazione di movimento. Possono anche essere sostenuti dalle aziende del settore ed indirizzati per assomigliare ai movimenti di base. Esistono inoltre think tank anti-ambientali, che producono ricerca e comunicazione e informano azioni anti-ambientaliste.
L'opposizione all'ambientalismo non si presenta come un'unica forza sociale, ma piuttosto come un vasto spettro di interessi e obiettivi. In molti casi, è guidata da imprese, ed è caratterizzata da un orientamento ideologicamente conservatore e ostile al cambiamento sociale e politico a favore dell'ambiente. Tuttavia, questa opposizione può assumere anche una prospettiva critica, mirando a spingere i movimenti ambientalisti a abbracciare la riflessione interna e a intraprendere approcci più olistici e inclusivi per perseguire la sostenibilità. In altre parole, l'antiambientalismo può fungere da stimolo, sfidando gli ambientalisti a adottare pratiche più autoriflessive e metodologie che abbracciano un approccio più completo e aperto verso la sostenibilità.